# Liste der Biografien/Seid
Liste der Biografien |
Portal Biografien |
Personensuche
# |
A |
B |
C |
D |
E |
F |
G |
H |
I |
J |
K |
L |
M |
N |
O |
P |
Q |
R |
S |
T |
U |
V |
W |
X |
Y |
Z |
?
 
Sa |
Sb |
Sc |
Sd |
Se |
Sf |
Sg |
Sh |
Si |
Sj |
Sk |
Sl |
Sm |
Sn |
So |
Sp |
Sq |
Sr |
Ss |
St |
Su |
Sv |
Sw |
Sy |
Sz
 
Sea |
Seb |
Sec |
Sed |
See |
Sef |
Seg |
Seh |
Sei |
Sej |
Sek |
Sel |
Sem |
Sen |
Seo |
Sep |
Seq |
Ser |
Ses |
Set |
Seu |
Sev |
Sew |
Sex |
Sey |
Sez
 
Seib |
Seic |
Seid |
Seie |
Seif |
Seig |
Seij |
Seik |
Seil |
Seim |
Sein |
Seip |
Seir |
Seis |
Seit |
Seiu |
Seiv |
Seiw |
Seix |
Seiz
Die Liste der Biografien führt alle Personen auf, die in der deutschsprachigen Wikipedia einen Artikel haben. Dieses ist eine Teilliste mit 465 Einträgen von Personen, deren Namen mit den Buchstaben „Seid“ beginnt.

## Seid
- Seid al-Hussein (* 1964), jordanischer Diplomat
- Seid, Amane (* 1985), äthiopische Marathonläuferin
- Seid, Anne-Katrin (* 1967), deutsche Badmintonspielerin
- Seid, George (1890–1956), US-amerikanischer Filmtechniker
- Seid, Gerd (1930–1995), deutscher Schauspieler
- Seid, Ilana, palauische Diplomatin
- Seid, Ruth (1913–1995), US-amerikanische Autorin
- Seid, Sattar (* 1987), iranischer Skilangläufer

### Seida
- Seida und Landensberg, Franz Eugen von (1773–1826), deutscher Geschichtsschreiber und Graphiker
- Seida, Michael (* 1964), österreichischer Sänger, Songwriter, Tänzer, Entertainer und ProduzentMichael Seida (* 1964)

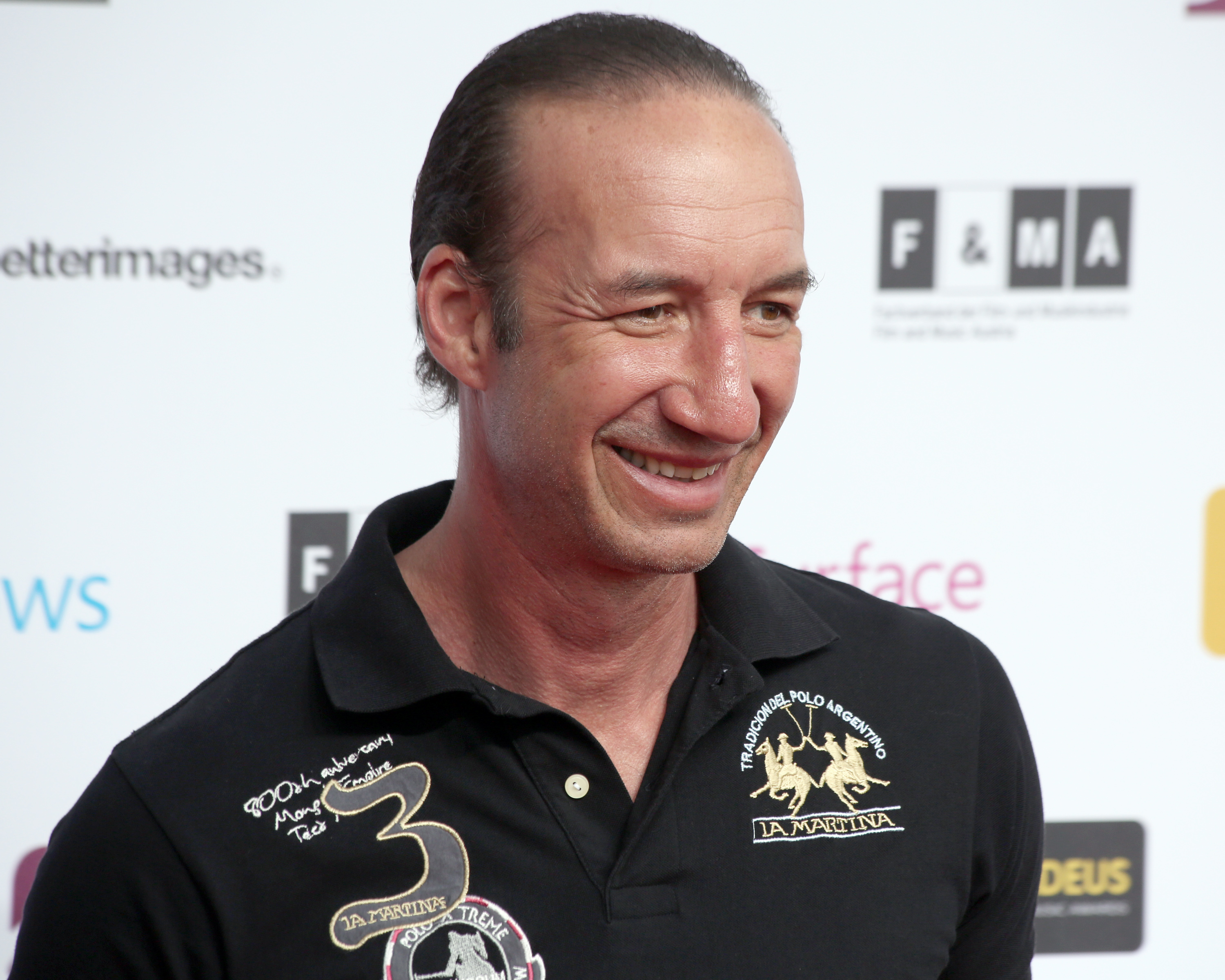
Michael Seida (* 1964)

- Seidachmet, Jerkebulan (* 2000), kasachischer Fußballspieler
- Seidan, Ali (* 1950), libyscher Ministerpräsident und ein ehemaliger Diplomat

### Seide
- Seide, Adam (1929–2004), deutscher Schriftsteller, Kunst- und Theaterkritiker, Herausgeber, Galerist und Schriftsetzermeister
- Seide, Sabine (* 1983), deutsche Jazzsängerin und Komponistin

#### Seidel
- Seidel Menchi, Silvana (* 1938), italienische Historikerin
- Seidel, Achim (* 1968), deutscher Jurist, Richter am Bundesgerichtshof
- Seidel, Achim, deutscher Filmeditor
- Seidel, Alex (1909–1989), deutscher Ingenieur, Unternehmer, Waffenproduzent und Mitbegründer der Firma Heckler & Koch
- Seidel, Alexander (* 1976), deutscher Countertenor, Chor- und Konzertleiter
- Seidel, Alfred (1913–2001), deutscher Grafiker und Kunstmaler
- Seidel, Almut (* 1940), deutsche Pädagogin, Musiktherapeutin und Hochschullehrerin
- Seidel, Amalie (1876–1952), österreichische Politikerin und Frauenrechtlerin, Abgeordnete zum Nationalrat
- Seidel, Anna (* 1995), deutsche Handballspielerin
- Seidel, Anna (* 1998), deutsche ShorttrackerinAnna Seidel (* 1998)

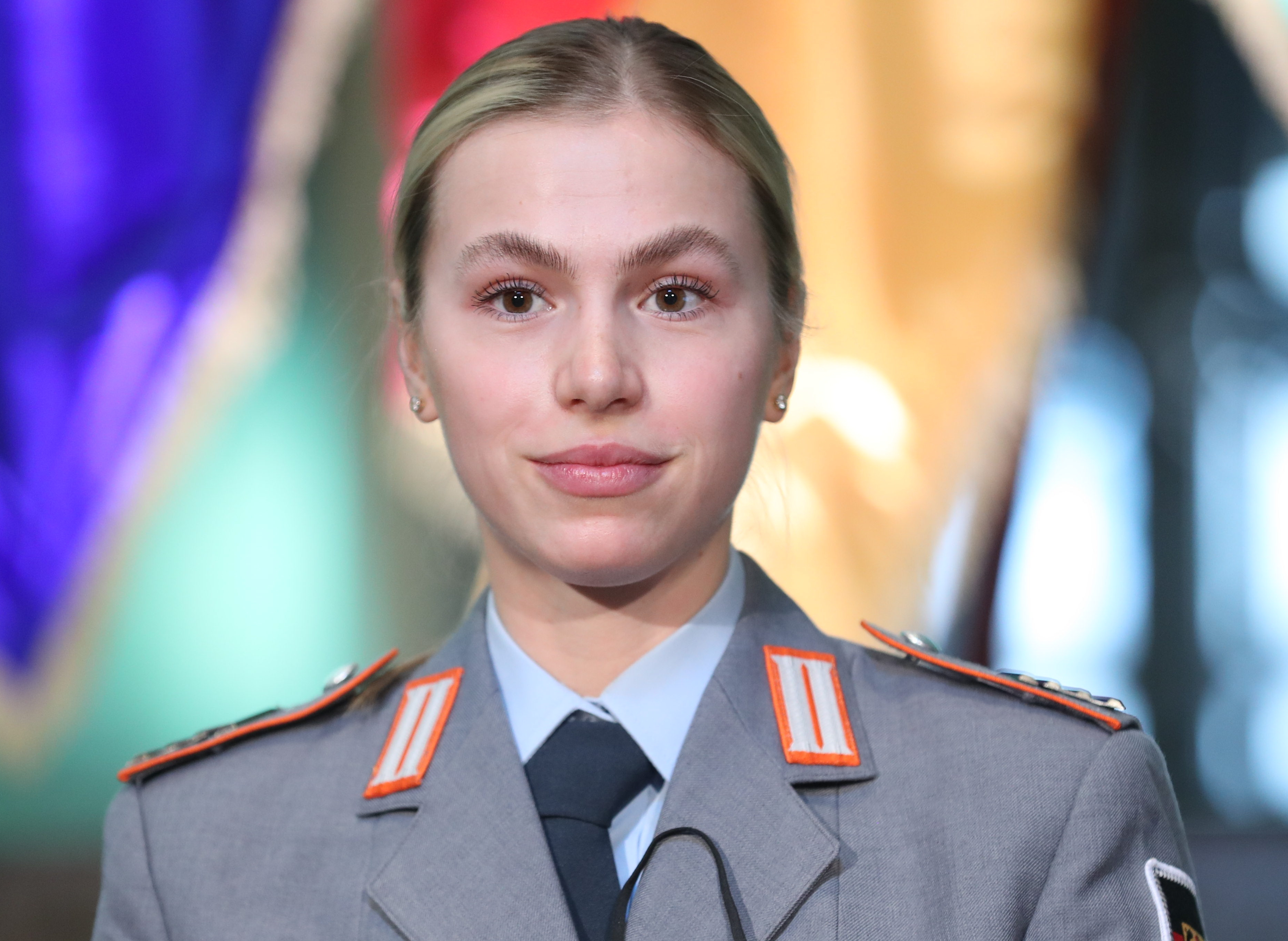
Anna Seidel (* 1998)

- Seidel, Annemarie (1894–1959), deutsche Schauspielerin
- Seidel, Anton (1855–1925), österreichischer Politiker (DnP), Abgeordneter zum Nationalrat
- Seidel, Arthur (1883–1964), deutscher Politiker (SPD), MdBB
- Seidel, August (1820–1904), deutscher Landschaftsmaler
- Seidel, August (1837–1907), Unternehmer und Abgeordneter
- Seidel, August (1863–1916), deutscher Linguist und Orientalist
- Seidel, Benjamin (* 1991), deutscher Schauspieler
- Seidel, Bernd (* 1949), deutscher Politiker (SED), Oberbürgermeister der Stadt Leipzig
- Seidel, Bernd (* 1953), deutscher Theaterregisseur
- Seidel, Bernhard (* 1959), österreichischer Ökologe, medizinischer Entomologe, Umweltaktivist, Singer-Songwriter und bildender Künstler
- Seidel, Bruno († 1591), deutscher Mediziner, Sprichwortsammler und neulateinischer Dichter
- Seidel, Bruno (1909–1970), deutscher Politikwissenschaftler
- Seidel, Carda (* 1964), bayerische Kommunalpolitikerin
- Seidel, Carl (1788–1844), deutscher Kunstschriftsteller, Philosoph und Dichter
- Seidel, Christian (* 1959), deutscher Filmproduzent und Autor
- Seidel, Christian Timotheus (1731–1811), deutscher Architekt und Geheimer Oberbaurat
- Seidel, Christiane (* 1988), deutsch-amerikanische SchauspielerinChristiane Seidel (* 1988)
- Seidel, Christina (* 1952), deutsche Autorin

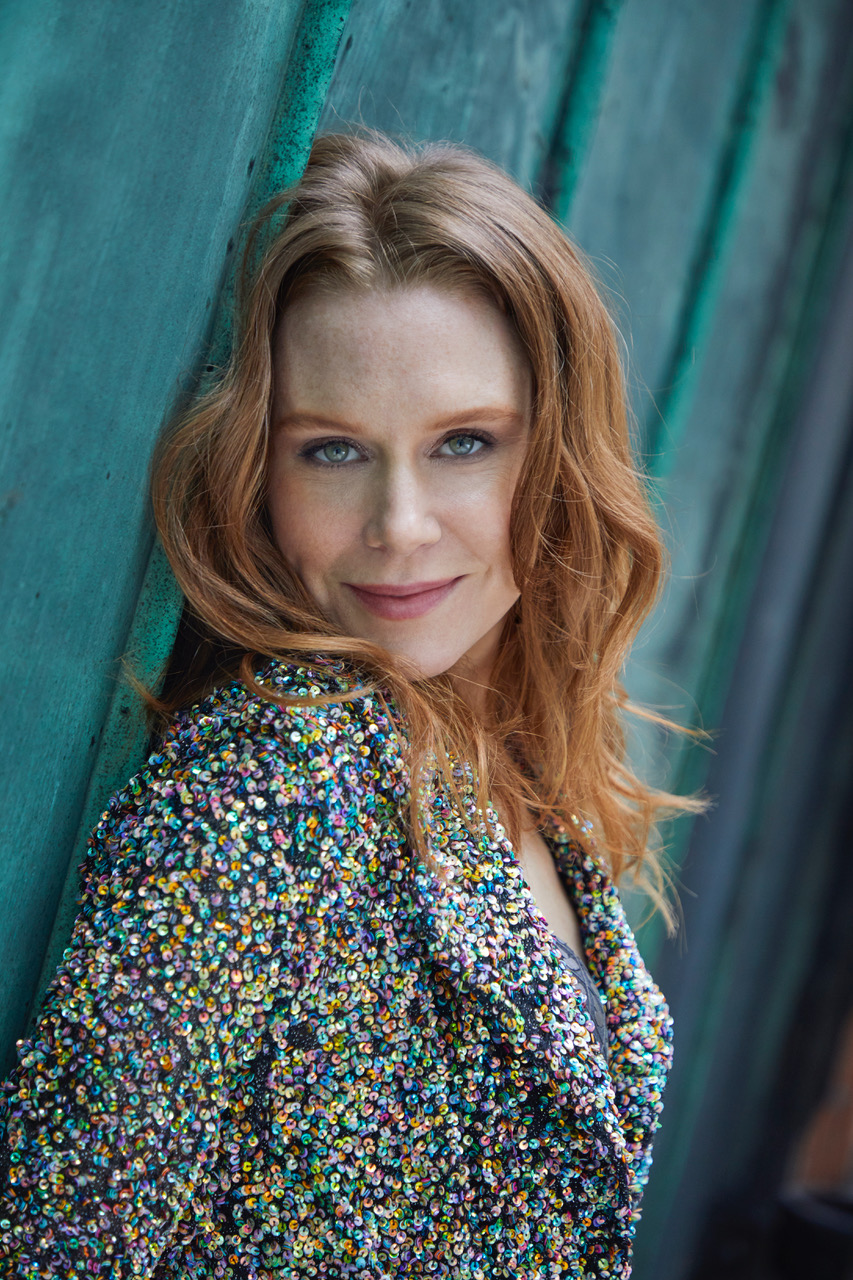
Christiane Seidel (* 1988)

- Seidel, Christoph Timotheus (1703–1758), Theologe und Hochschullehrer der Universität Helmstedt
- Seidel, David (* 1976), österreichischer Fagottist
- Seidel, Doreen (* 1985), deutsches Model, Playmate und Rennfahrerin
- Seidel, Eberhard (1936–2025), deutscher Ökonom und Hochschullehrer
- Seidel, Eberhard (* 1955), deutscher Soziologe, Journalist und Publizist
- Seidel, Edward (* 1957), US-amerikanischer Astrophysiker und Informatiker
- Seidel, Egbert (* 1958), deutscher Mediziner
- Seidel, Elke (* 1948), deutsche Politikerin (SPD, B’90/Grüne), MdL
- Seidel, Ella (* 2005), deutsche TennisspielerinElla Seidel (* 2005)

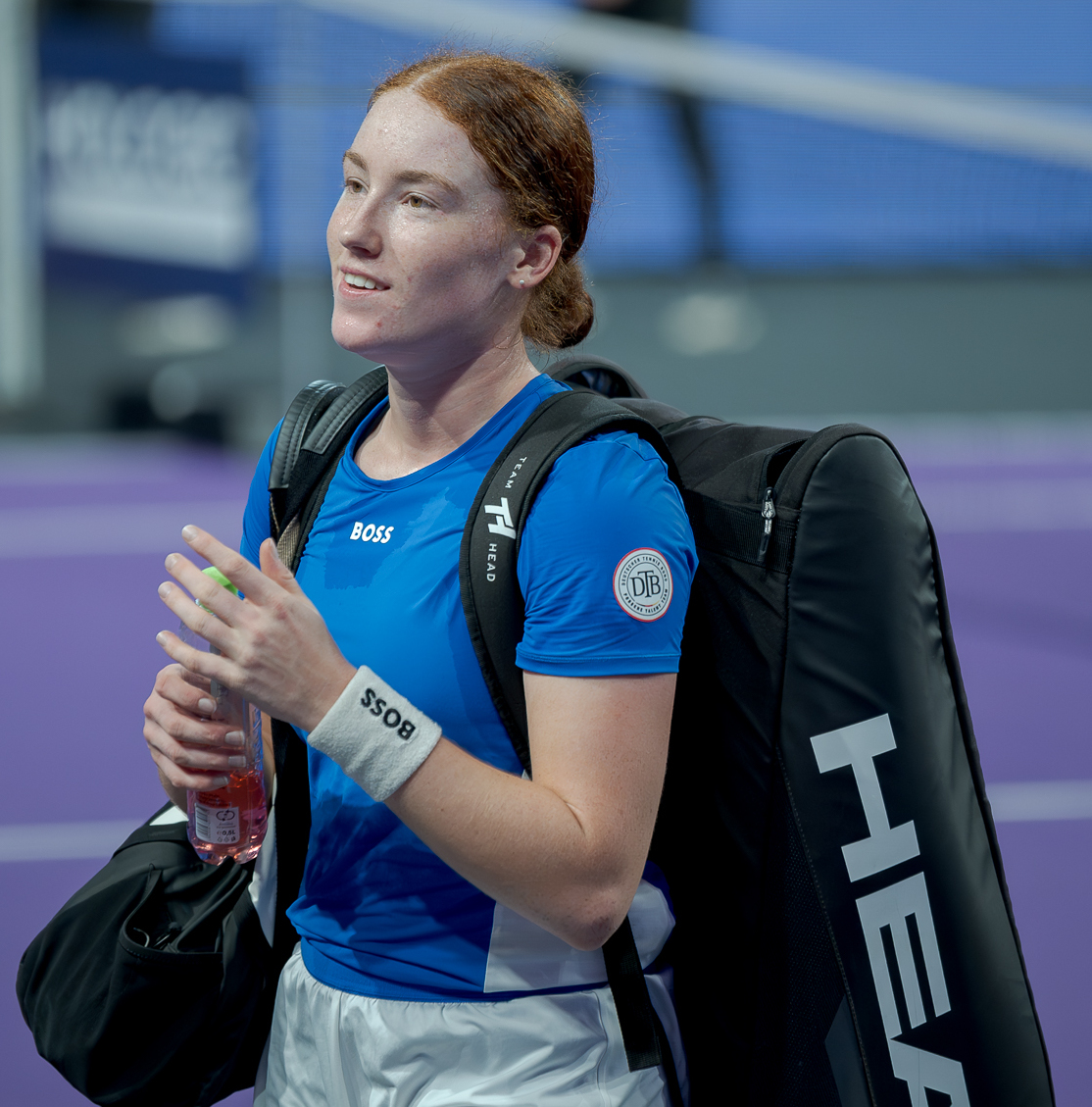
Ella Seidel (* 2005)

- Seidel, Erasmus (1594–1655), brandenburgischer Jurist und Staatsmann
- Seidel, Erich (* 1884), deutscher Schwimmer
- Seidel, Erich (1895–1984), deutscher Maler, Zeichner und Bildhauer
- Seidel, Erik (* 1959), US-amerikanischer Pokerspieler
- Seidel, Ernst (1920–2015), deutscher Verbandssyndikus und Unternehmer
- Seidel, Eugen (1906–1981), deutscher Linguist
- Seidel, Florian (* 1966), deutscher Schriftsteller
- Seidel, Franz (1818–1903), deutscher Landschaftsmaler
- Seidel, Freimut (* 1934), deutscher Diplomat, Botschafter der DDR
- Seidel, Friedrich (* 1863), deutscher Zeitungsverleger und Buchdruckereibesitzer
- Seidel, Friedrich (1897–1992), deutscher Zoologe und Entwicklungsbiologe
- Seidel, Friedrich von (1554–1599), deutscher Bürgermeister
- Seidel, Frithjof (* 1997), deutscher Synchronschwimmer und WasserspringerFrithjof Seidel (* 1997)

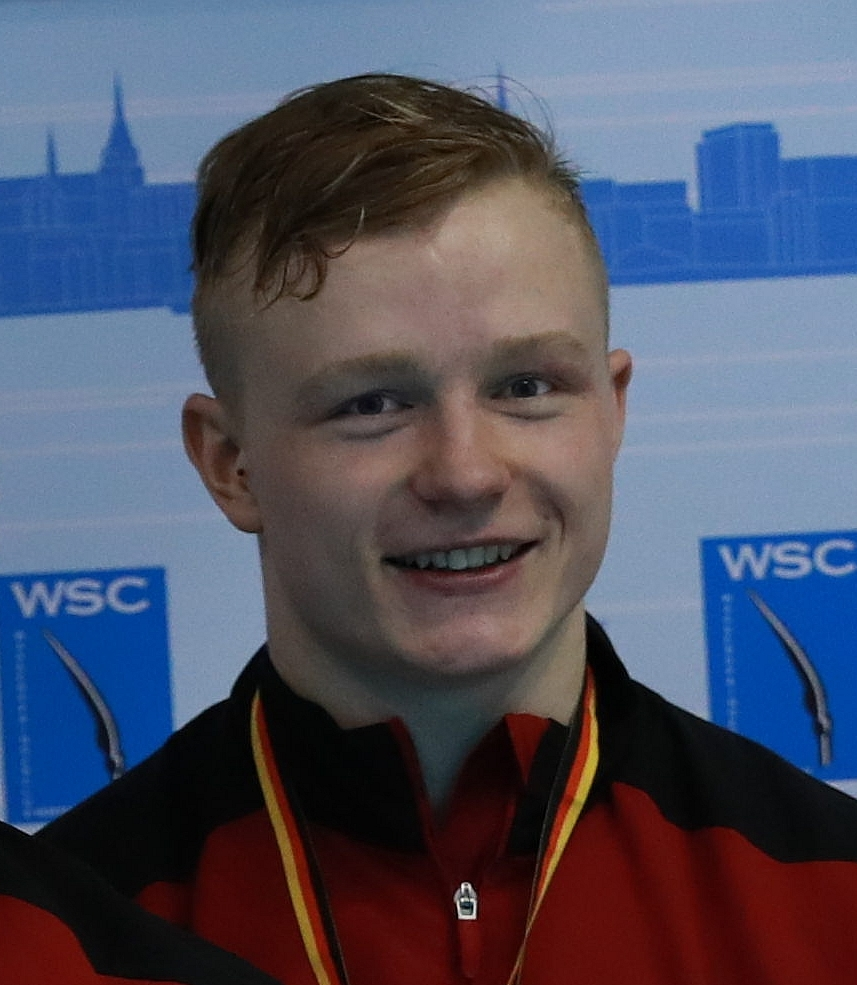
Frithjof Seidel (* 1997)

- Seidel, Fynn (* 2004), deutscher Fußballspieler
- Seidel, Georg (1945–1990), deutscher Bühnenautor
- Seidel, Georg Friedrich (1823–1895), deutscher Architekt und bayerischer Baubeamter
- Seidel, Gerd (* 1932), deutscher Geologe
- Seidel, Gerd (* 1943), deutscher Rechtswissenschaftler und Hochschullehrer
- Seidel, Gertraude (1924–2011), deutsche Textilgestalterin
- Seidel, Guenter (* 1960), US-amerikanischer Dressurreiter deutscher Herkunft
- Seidel, Günter (* 1944), deutscher Fußballtorwart
- Seidel, Hanna (1925–2005), deutsche Lehrerin in Köln und Amateur- und Dokumentarfotografin
- Seidel, Hanns (1901–1961), deutscher Politiker (BVP und CSU), MdL
- Seidel, Hans (1880–1959), deutscher Politiker (SPD, USPD), MdR
- Seidel, Hans (1914–1933), deutscher Arbeitersportler und Opfer des Eisleber Blutsonntags
- Seidel, Hans (1922–2015), österreichischer Wirtschaftswissenschaftler und Wirtschaftshistoriker
- Seidel, Hans (1929–2021), deutscher evangelischer Alttestamentler
- Seidel, Hans-Christoph (* 1962), deutscher Sozialhistoriker
- Seidel, Hans-Georg von (1891–1955), deutscher Luftwaffenoffizier, zuletzt General der Flieger
- Seidel, Hans-Peter (* 1958), deutscher Hochschullehrer, Informatiker
- Seidel, Harald (1945–2023), deutscher Politiker (SPD), MdL
- Seidel, Harry (1938–2020), deutscher Radsportler (DDR-Meister) und Fluchthelfer
- Seidel, Heide (* 1943), deutsche Politikerin (SPD), MdL
- Seidel, Heiko (* 1966), deutscher Kabarettist und Schauspieler
- Seidel, Heinrich (1842–1906), deutscher Ingenieur und SchriftstellerHeinrich Seidel (1842–1906)

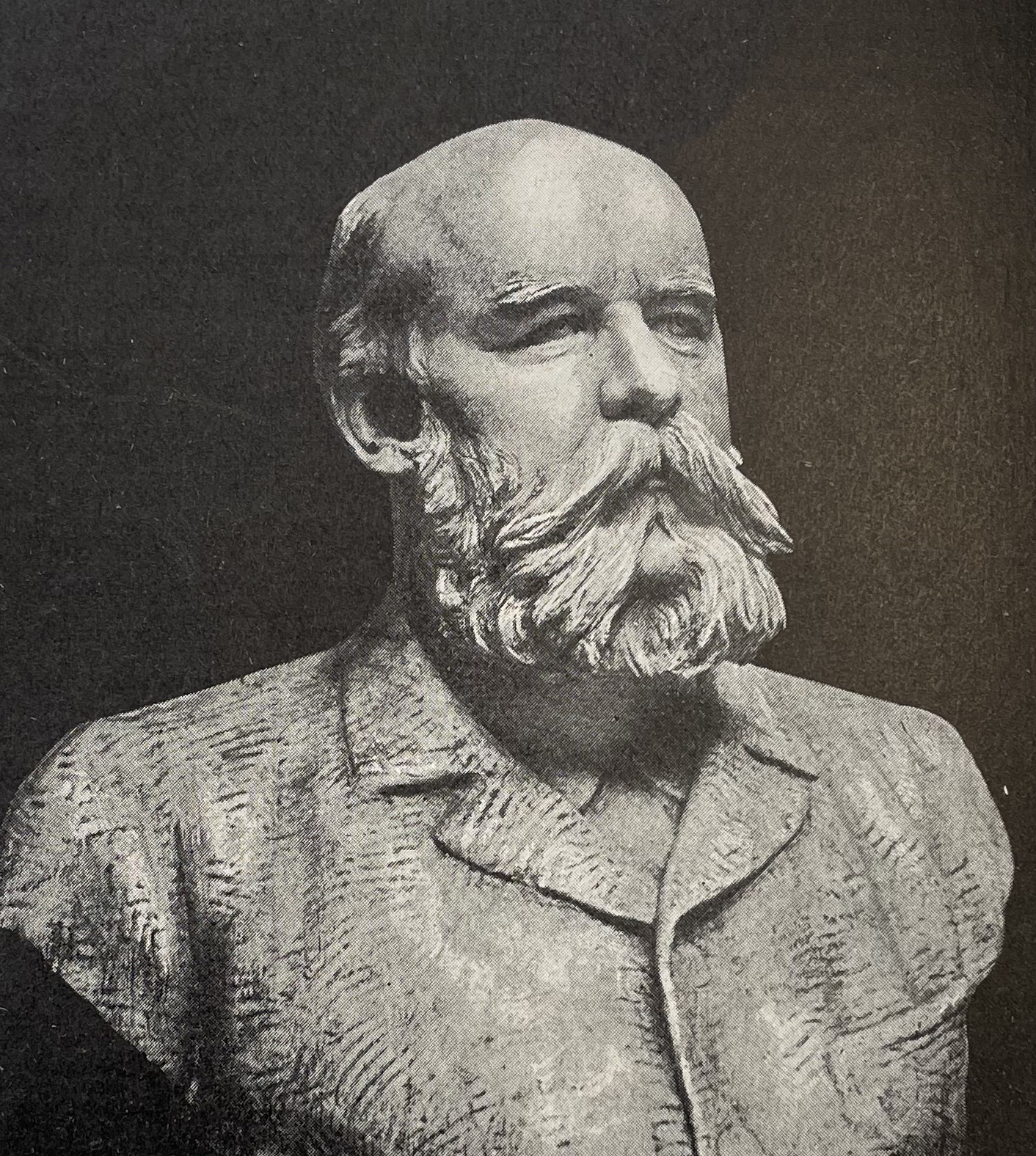
Heinrich Seidel (1842–1906)

- Seidel, Heinrich Alexander (1811–1861), deutscher Pastor und Schriftsteller
- Seidel, Heinrich Wolfgang (1876–1945), Pfarrer und Schriftsteller
- Seidel, Heinz (* 1931), deutscher Skilangläufer
- Seidel, Helmut (1929–2007), deutscher marxistischer Philosoph
- Seidel, Hermann (1833–1896), deutscher Gärtner und Pflanzenzüchter
- Seidel, Hermann (1855–1895), deutscher Mediziner
- Seidel, Hinrich (1931–2020), deutscher Chemiker, Präsident der Universität Hannover
- Seidel, Ilse (1905–1997), deutsche Ehefrau des bayerischen Politikers Hanns Seidel
- Seidel, Ina (1885–1974), deutsche Schriftstellerin
- Seidel, J. Jürgen (1945–2019), Schweizer reformierter Theologe und Kirchenhistoriker
- Seidel, Jakob (1546–1615), deutscher Mediziner und Hochschullehrer
- Seidel, Jan (* 1984), deutscher Fußballschiedsrichter
- Seidel, Janet (1955–2017), australische Jazzsängerin und Pianistin
- Seidel, Joachim (* 1960), deutscher Autor und Journalist
- Seidel, Jochen (1924–1971), deutscher Maler und Grafiker
- Seidel, Johan Jacob (1919–2001), niederländischer Mathematiker
- Seidel, Johann (1549–1604), sächsischer Jurist und Bürgermeister von Leipzig
- Seidel, Johann Christian (1699–1773), deutscher evangelischer Theologe und Astronom
- Seidel, Johann Esaias von (1758–1827), deutscher Drucker, Verleger und Publizist
- Seidel, Johann Heinrich (1744–1815), deutscher Gärtner und Pflanzenzüchter
- Seidel, Johann Julius (1810–1856), schlesischer Organist und Orgeltheoretiker
- Seidel, Johannes (1917–1988), deutscher Politiker (SPD), MdA
- Seidel, Johannes Georg (1927–2017), deutscher Talsperren-Bauingenieur
- Seidel, Jörg (* 1967), deutscher Jazzmusiker
- Seidel, Josef (1859–1935), deutsch-böhmischer Fotograf
- Seidel, Juliane (* 1983), deutsche Autorin
- Seidel, Jürgen (1924–2014), deutscher Maler und Grafiker
- Seidel, Jürgen (* 1948), deutscher Politiker (CDU), MdV, MdL
- Seidel, Jürgen (* 1948), deutscher Autor
- Seidel, Jutta (* 1950), deutsche Bürgerrechtlerin (DDR)
- Seidel, Jutta Regine (1931–2017), deutsche Historikerin
- Seidel, Karl (1930–2022), deutscher Diplomat der DDR
- Seidel, Karl (* 1930), deutscher Psychiater, Psychotherapeut und Neurologe sowie ehemaliger Funktionär der SED in der DDR
- Seidel, Karl Alexander (* 1995), deutscher SchauspielerKarl Alexander Seidel (* 1995)

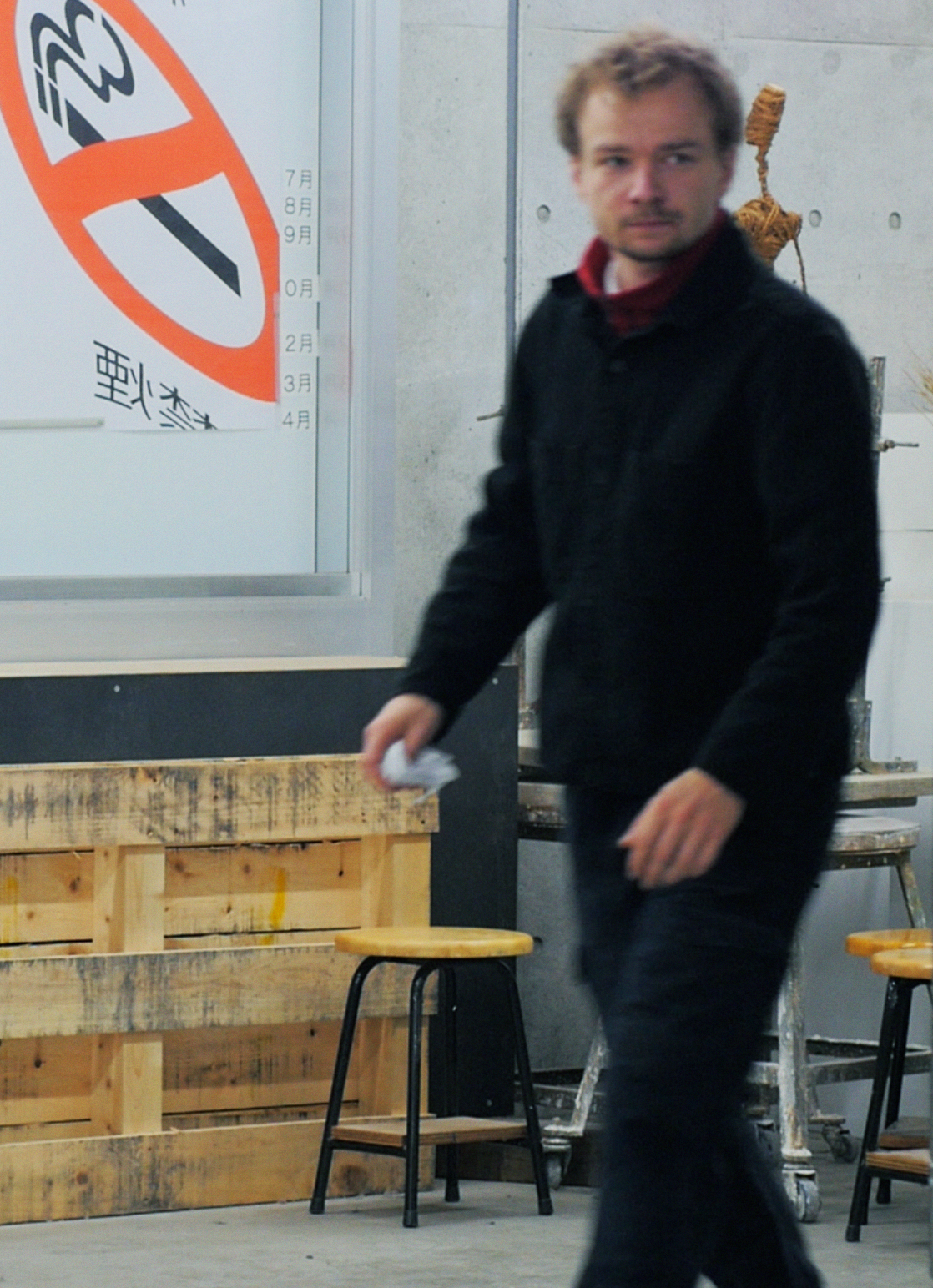
Karl Alexander Seidel (* 1995)

- Seidel, Käthe (1907–1990), deutsche Lehrerin und Hydrobotanikerin
- Seidel, Katrin (* 1967), deutsche Politikerin (Die Linke), MdA
- Seidel, Klaus (* 1933), deutscher Fußballspieler (DDR-Oberliga)
- Seidel, Kurt (1921–2001), deutscher Historiker
- Seidel, Kurt-Werner (1930–1990), deutscher Feuerwehrmann, Leiter der Berliner Feuerwehr
- Seidel, Lara (* 2003), deutsche Handballspielerin
- Seidel, Lasse (* 1993), deutscher Handballspieler
- Seidel, Leo (* 1977), freischaffender Fotograf und Fotodesigner
- Seidel, Leon (* 1996), deutscher Schauspieler und Hörspielsprecher
- Seidel, Lise (* 2006), deutsche SchwimmerinLise Seidel (* 2006)

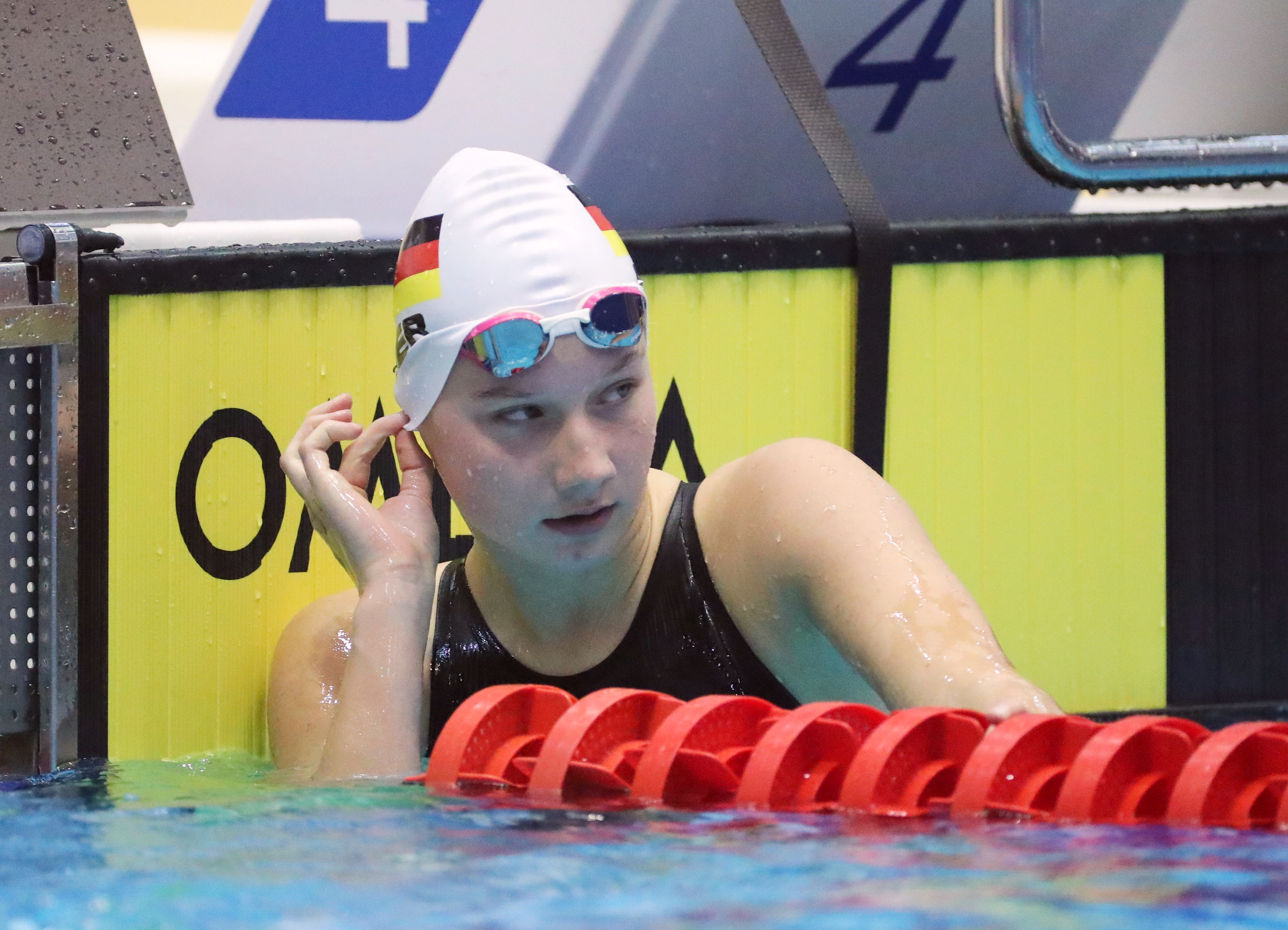
Lise Seidel (* 2006)

- Seidel, Ludwig Wilhelm (1802–1894), österreichischer Buchhändler und Verleger
- Seidel, Manfred (* 1928), deutscher ehemaliger Stasi-Offizier
- Seidel, Manfred (* 1949), deutscher Leichtathlet
- Seidel, Mario (* 1995), deutscher Fußballspieler
- Seidel, Markus (* 1969), deutscher Schriftsteller
- Seidel, Martin (1898–1945), deutscher Politiker (NSDAP), MdR und SA-Führer
- Seidel, Martin (1898–1945), deutscher römisch-katholischer Verwaltungsoberinspektor und Märtyrer
- Seidel, Martin Friedrich (1621–1693), Jurist, brandenburgischer Kammergerichtsrat und Geschichtsforscher
- Seidel, Marvin (* 1995), deutscher BadmintonspielerMarvin Seidel (* 1995)

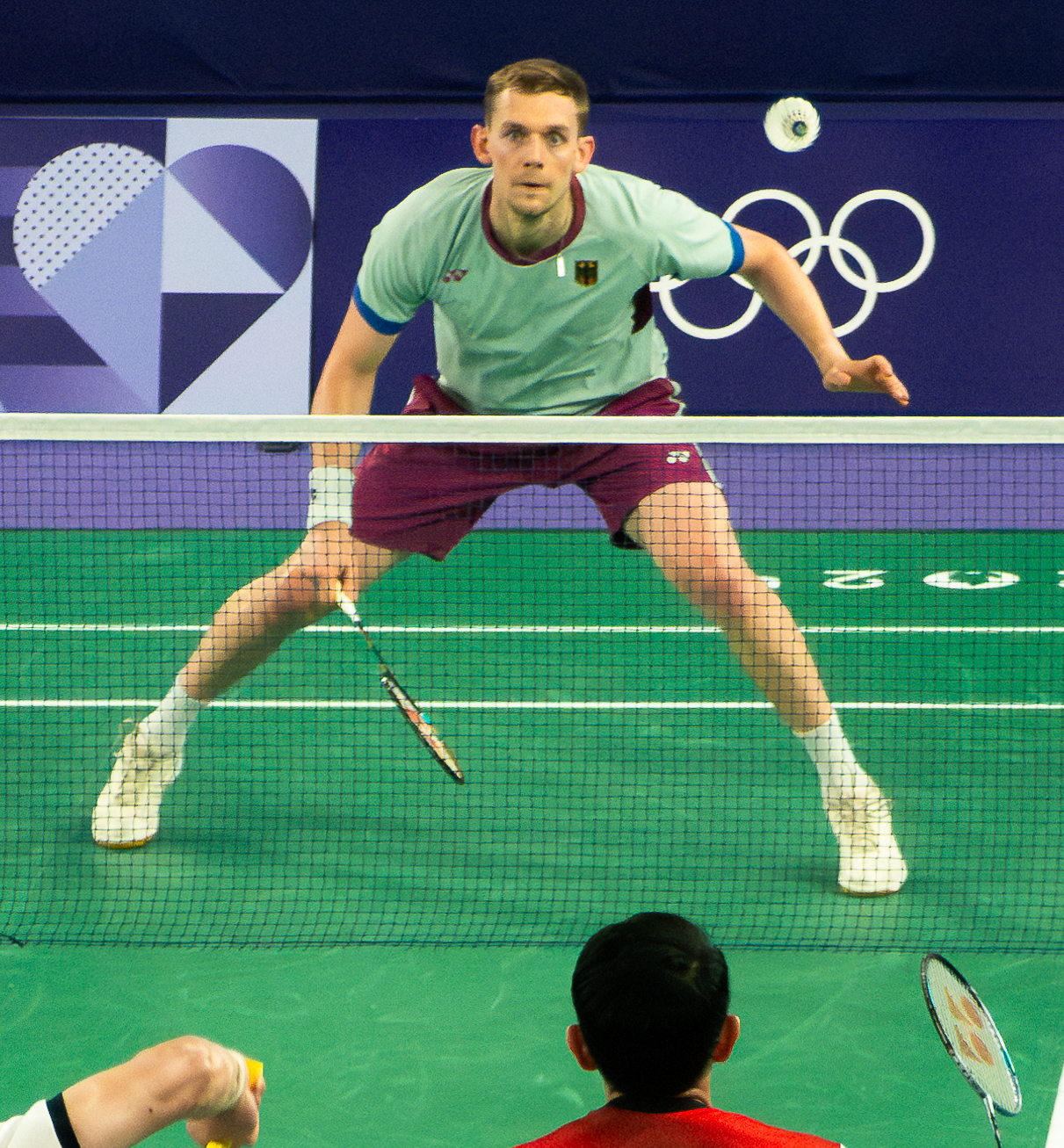
Marvin Seidel (* 1995)

- Seidel, Max (1904–1993), deutscher Bildberichterstatter und Fotograf
- Seidel, Max (1906–1983), deutscher Politiker (SPD), MdB
- Seidel, Max (* 1940), Schweizer Kunsthistoriker
- Seidel, Max Johann (1790–1855), österreichischer Opernsänger (Tenorbuffo), Schauspieler, Regisseur und Librettist
- Seidel, Maximilian (* 1989), deutscher Schauspieler
- Seidel, Michael (* 1965), deutscher Journalist
- Seidel, Mika (* 2002), deutscher Schauspieler
- Seidel, Molly (* 1994), US-amerikanische Langstreckenläuferin
- Seidel, Moritz (1836–1912), deutscher Mediziner
- Seidel, Moritz (1853–1926), deutscher Verwaltungsjurist
- Seidel, Nickel, deutscher Ratsherr und Dresdner Bürgermeister
- Seidel, Norbert (* 1939), deutscher Jurist
- Seidel, Oliver (* 1987), deutscher Pianist und Komponist
- Seidel, Patrick (* 1993), deutscher Basketballspieler und -trainer
- Seidel, Paul (1858–1929), deutscher Kunsthistoriker und Museumsleiter
- Seidel, Paul (1913–1940), deutscher Radrennfahrer
- Seidel, Paul (* 1970), italienisch-schweizerischer Mathematiker
- Seidel, Peggy, deutsche Eiskunstläuferin
- Seidel, Peter (* 1951), deutscher Fotograf
- Seidel, Philipp (1755–1820), deutscher Diener von Johann Wolfgang von Goethe, Rentkommissar
- Seidel, Philipp Ludwig von (1821–1896), deutscher Mathematiker, Optiker und Astronom
- Seidel, Richard, US-amerikanischer Musikproduzent
- Seidel, Richard (1872–1947), österreichischer Politiker (SdP), Abgeordneter zum Nationalrat
- Seidel, Richard (1882–1951), deutscher Gewerkschafter und Redakteur
- Seidel, Robert (1850–1933), deutsch-schweizerischer Pädagoge, Publizist und Politiker (SP)
- Seidel, Robert (* 1962), deutscher Germanist und Hochschullehrer
- Seidel, Roby (1942–2014), Schweizer Jazzmusiker
- Seidel, Rolf (* 1953), deutscher Politiker (CDU), MdL
- Seidel, Rosemarie (1940–1998), deutsche Tischtennisspielerin
- Seidel, Rudolf (1862–1937), deutscher Manager und Politiker (DVP), MdL
- Seidel, Sabine (* 1956), deutsche Fußballspielerin und -trainerin
- Seidel, Sebastian († 1914), deutscher Fußballspieler
- Seidel, Sebastian (* 1971), deutscher Theaterautor, -regisseur und -leiter
- Seidel, Siegrun (* 1958), deutsche Politikerin (DBD, CDU), MdL
- Seidel, Signe (* 1940), österreichische Schauspielerin
- Seidel, Silvia (* 1969), deutsche Schauspielerin
- Seidel, Slava (* 1974), deutsche Künstlerin
- Seidel, Sören (* 1972), deutscher Fußballspieler
- Seidel, Stan (1951–2000), US-amerikanischer Drehbuchautor
- Seidel, Theodor (* 1931), deutscher Jurist und Richter
- Seidel, Therese (* 1942), deutsche Anglistin
- Seidel, Thomas A. (* 1958), evangelischer TheologeThomas A. Seidel (* 1958)

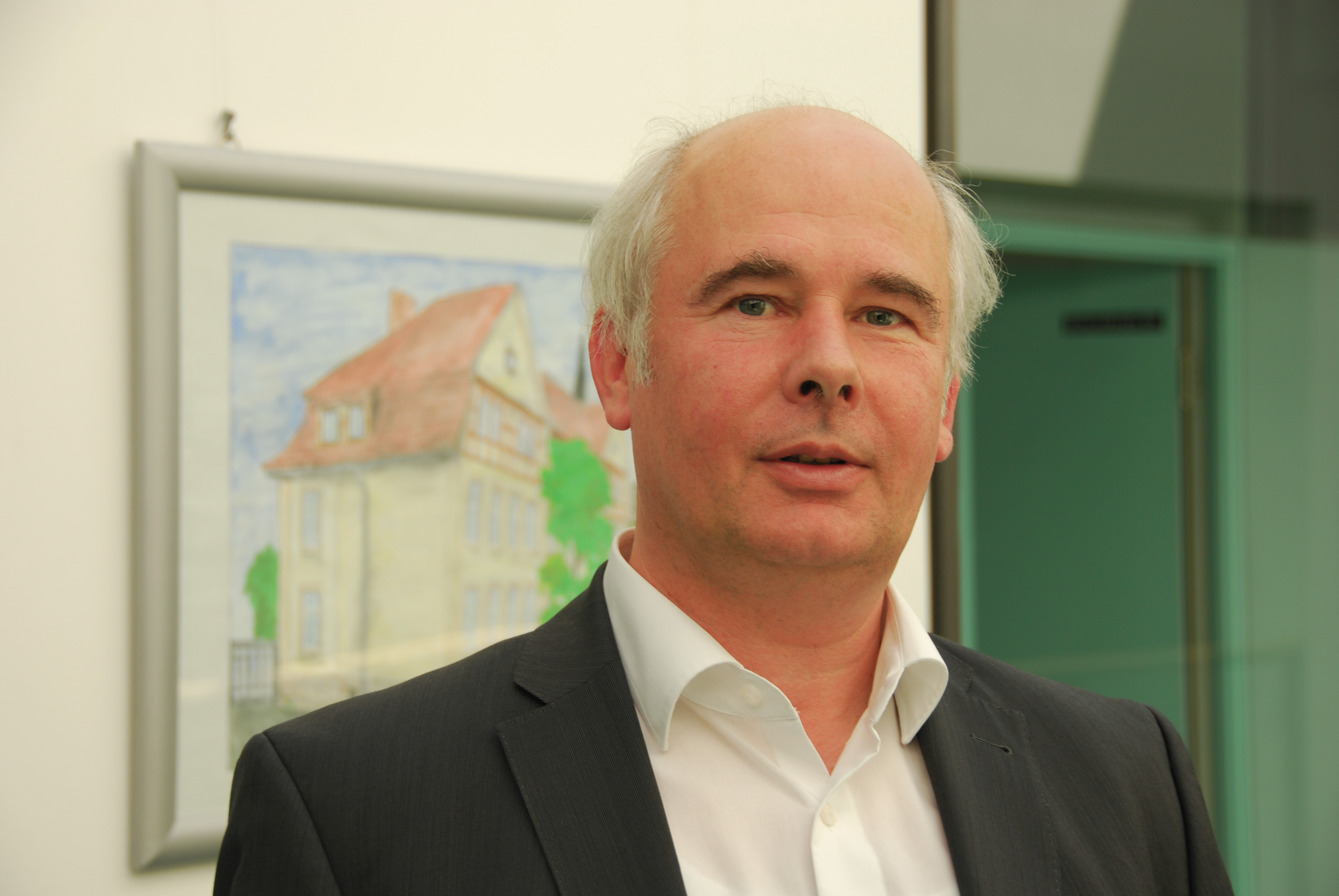
Thomas A. Seidel (* 1958)

- Seidel, Tim (* 1982), deutscher Schauspieler
- Seidel, Tina (* 1974), deutsche Psychologin und Bildungsforscherin
- Seidel, Toscha (1899–1962), russischer Violinist
- Seidel, Ulrich (* 1954), deutscher Politiker (CDU), MdL
- Seidel, Uwe (1937–2007), deutscher Theologe
- Seidel, Uwe (* 1969), deutscher Handballspieler und -trainer
- Seidel, Walter (1876–1944), deutscher Bankmanager
- Seidel, Wilfried (* 1939), deutscher Politiker (SED), Oberbürgermeister von Potsdam (1984–1989)
- Seidel, Wilfried (* 1950), deutscher Mathematiker und Hochschullehrer
- Seidel, Wilhelm (1935–2020), deutscher Musikhistoriker
- Seidel, Willi (1885–1976), deutscher Beamter und Kommunalpolitiker
- Seidel, Willy (1887–1934), deutscher Schriftsteller
- Seidel, Wladimir (1906–1981), US-amerikanischer Mathematiker
- Seidel, Wolfgang (1926–1987), deutscher Automobilrennfahrer
- Seidel, Wolfgang (* 1949), deutscher MusikerWolfgang Seidel (* 1949)
- Seidel, Wolfgang (* 1953), deutscher Autor

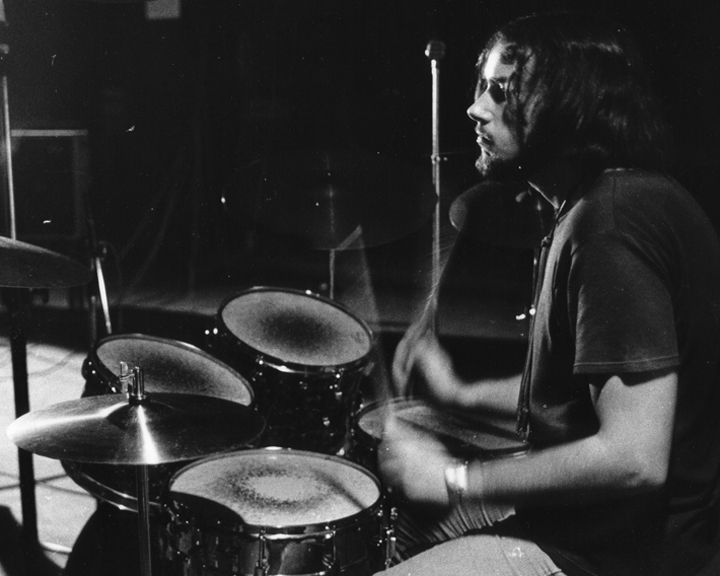
Wolfgang Seidel (* 1949)

- Seidel, Wolfram (* 1967), deutscher Chemiker und Hochschullehrer
- Seidel-Dittmarsch, Siegfried (1887–1934), deutscher Politiker (NSDAP), MdR
- Seidel-Dreffke, Björn (* 1963), deutscher Philologe
- Seidel-Morgenstern, Andreas (* 1956), deutscher Verfahrenstechniker
- Seidelin, Ingeborg (1872–1914), dänische Malerin
- Seidelman, Susan (* 1952), US-amerikanische Filmregisseurin
- Seidelmann, Axel (* 1954), österreichischer Komponist und Dirigent
- Seidelmann, Eugen (1806–1864), deutscher Kapellmeister und Komponist
- Seidelmann, Jürgen (* 1955), deutscher Sportschütze
- Seidelmann, Karl (1899–1979), deutscher Erziehungswissenschaftler
- Seidelmann, Wolf-Ingo (* 1950), deutscher Volkswirt und Historiker

#### Seidem
- Seideman, Tamar (* 1959), israelische Chemikerin und Hochschullehrerin
- Seidemann, Hans (1902–1967), deutscher General der Flieger
- Seidemann, Henny (1922–2012), deutsche Zeitzeugin des Holocaust
- Seidemann, Johann Karl (1807–1879), deutscher evangelisch-lutherischer Kirchenhistoriker
- Seidemann, Lynn (* 1963), US-amerikanische Rollstuhltennisspielerin
- Seidemann, Maria (1944–2010), deutsche Schriftstellerin
- Seidemann, Martin (* 1950), deutscher Maler, Grafiker und Hochschullehrer
- Seidemann, Melissa (* 1990), US-amerikanische Wasserballspielerin
- Seidemann, Otto (1867–1946), deutscher Bauunternehmer
- Seidemann, Rudolf (* 1942), österreichischer Basketballspieler
- Seidemann, Siegfried (1879–1956), deutscher Architekt
- Seidemann, Ulricke (* 1955), deutsche Schachspielerin
- Seidemann, Xaver (1781–1841), österreichischer Zisterzienser und Abt

#### Seiden
- Seiden, Joseph (1892–1974), US-amerikanischer Regisseur und Produzent des jiddischen Films
- Seiden, Rudolf (1900–1965), österreichisch-amerikanischer Chemiker, Zionist und Publizist
- Seidenadel, Otto (1866–1918), badischer Beamter
- Seidenath, Bernhard (* 1968), deutscher Politiker (CSU), MdL
- Seidenather, Hans (1908–1994), deutscher Geistlicher, Generalvikar im Bistum Limburg
- Seidenauer, Gudrun (* 1965), österreichische Schriftstellerin
- Seidenbecher, Michael (* 1984), deutscher Radrennfahrer
- Seidenberg, Abraham (1916–1988), US-amerikanischer Mathematiker
- Seidenberg, André (* 1951), Schweizer Buchautor und Arzt
- Seidenberg, Dennis (* 1981), deutscher Eishockeyspieler
- Seidenberg, Ivan (* 1946), US-amerikanischer Manager
- Seidenberg, Marc (* 1969), deutscher Hörspiel- und Synchronsprecher
- Seidenberg, Simone (* 1966), deutsche Hörspiel- und Synchronsprecherin
- Seidenberg, Wolfgang (* 1962), deutscher Schauspieler
- Seidenberg, Yannic (* 1984), deutscher EishockeyspielerYannic Seidenberg (* 1984)

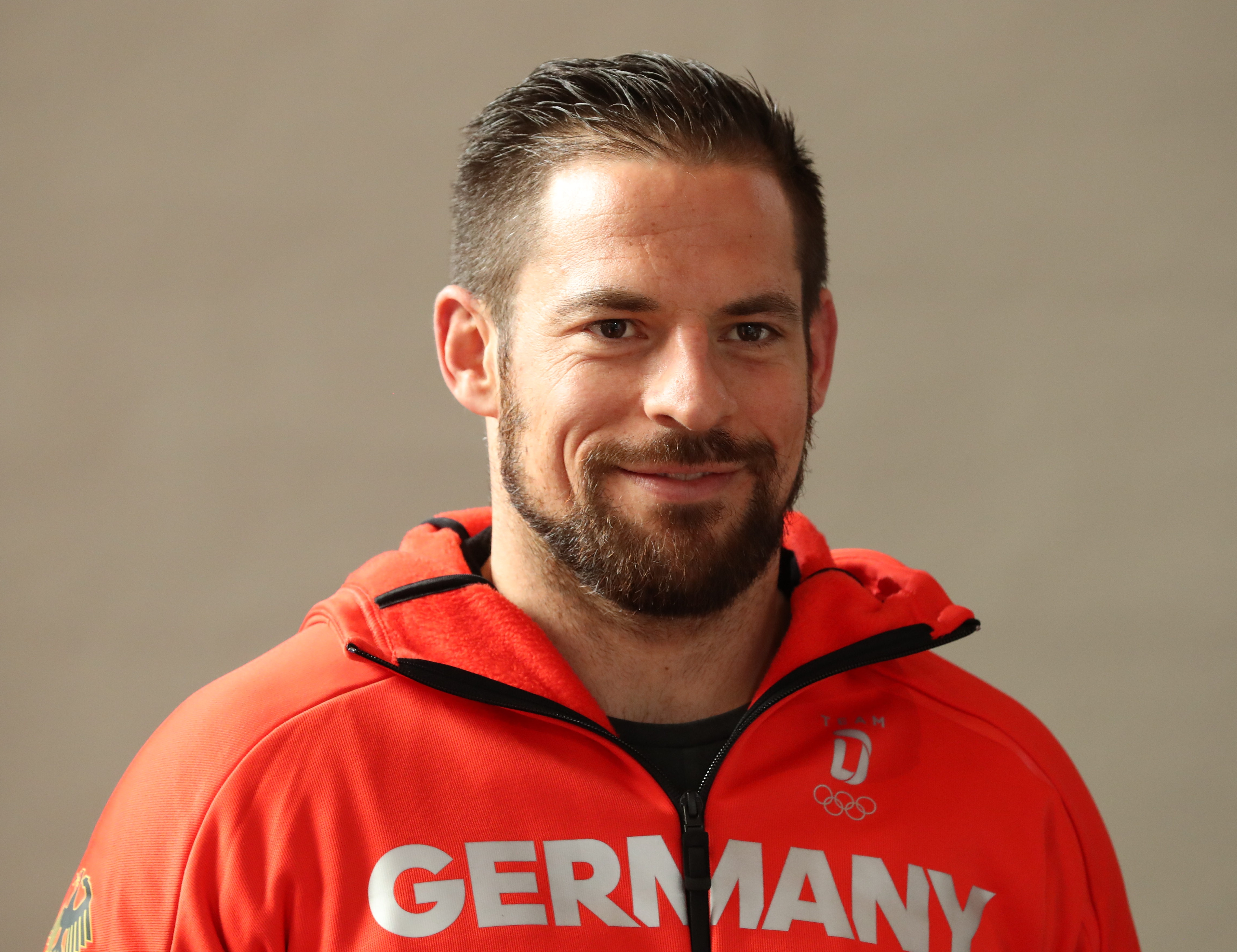
Yannic Seidenberg (* 1984)

- Seidenberger, Johann Baptist (1860–1923), deutsch-christlicher Gelehrter
- Seidenberger, Ulrich (* 1961), deutscher Diplomat
- Seidenbusch, Christian (1837–1898), deutscher Komiker, Komponist, Liedtexter und Volkssänger
- Seidenbusch, Helmut (* 1969), österreichischer Sänger, Kulturmanager und Stiftungsmanager
- Seidenbusch, Johann Georg (1641–1729), deutscher römisch-katholischer Geistlicher
- Seidendorf, Stefan (* 1974), deutscher Historiker und Politikwissenschaftler
- Seidenfaden, Gunnar (1908–2001), dänischer Diplomat und Orchideenforscher
- Seidenfaden, Horst (1956–2024), deutscher Journalist und Schriftsteller
- Seidenfaden, Theodor (1886–1979), deutscher Schriftsteller
- Seidenfaden, Tøger (1957–2011), dänischer Journalist und Sachbuchautor
- Seidenfus, Hellmuth (1924–2001), deutscher Verkehrsökonom
- Seidenkranz, Dieter (1966–2006), deutscher Kraftsportler und Schauspieler
- Seidenschwan, Franz (* 1954), deutscher Schauspieler
- Seidenschwang, Georg (1891–1971), deutscher paramilitärischer Aktivist und SA-Mitglied
- Seidenschwann, Maria (* 1943), deutsche Malerin, Grafikerin, Bildhauerin und Installationskünstlerin
- Seidenschwarz, Franz (* 1954), deutscher Diplomat und Biologe
- Seidenschwarz, Werner (* 1962), deutscher Betriebswirt, Fachmann für Zielkostenrechnung
- Seidenspinner, Anton (* 1904), deutscher Landrat
- Seidensticker, August (1820–1899), deutscher Forstwissenschaftler und Autor
- Seidensticker, Bernd (* 1939), deutscher Altphilologe
- Seidensticker, Edward (1921–2007), amerikanischer Japanologe und Übersetzer
- Seidensticker, Johann Anton Ludwig (1765–1817), deutscher Rechtswissenschaftler
- Seidensticker, John (* 1944), US-amerikanischer Ökologe und Naturschützer
- Seidensticker, Tilman (* 1955), deutscher Islamwissenschaftler
- Seidensticker, Walter (1895–1969), deutscher Fabrikant
- Seidensticker, Walter (1928–2019), deutscher Jurist und ehemaliger Richter am Bundesarbeitsgericht
- Seidensticker, Wilhelm (1909–2003), deutscher Architekt
- Seidenstücker, Friedrich (1882–1966), deutscher Fotograf
- Seidenstücker, Fritz (1899–1987), deutscher Kommunalpolitiker (USPD/SPD/KPD/SED)
- Seidenstücker, Johann Heinrich Philipp (1765–1817), deutscher Pädagoge und Schulleiter
- Seidenstücker, Karl (1876–1936), deutscher Buddhist, Autor und Übersetzer
- Seidenthal, Bodo (1947–2024), deutscher Politiker (SPD)

#### Seider
- Seider, August (1901–1989), deutscher Sänger und Opernsänger
- Seider, Moritz (* 2001), deutscher EishockeyspielerMoritz Seider (* 2001)

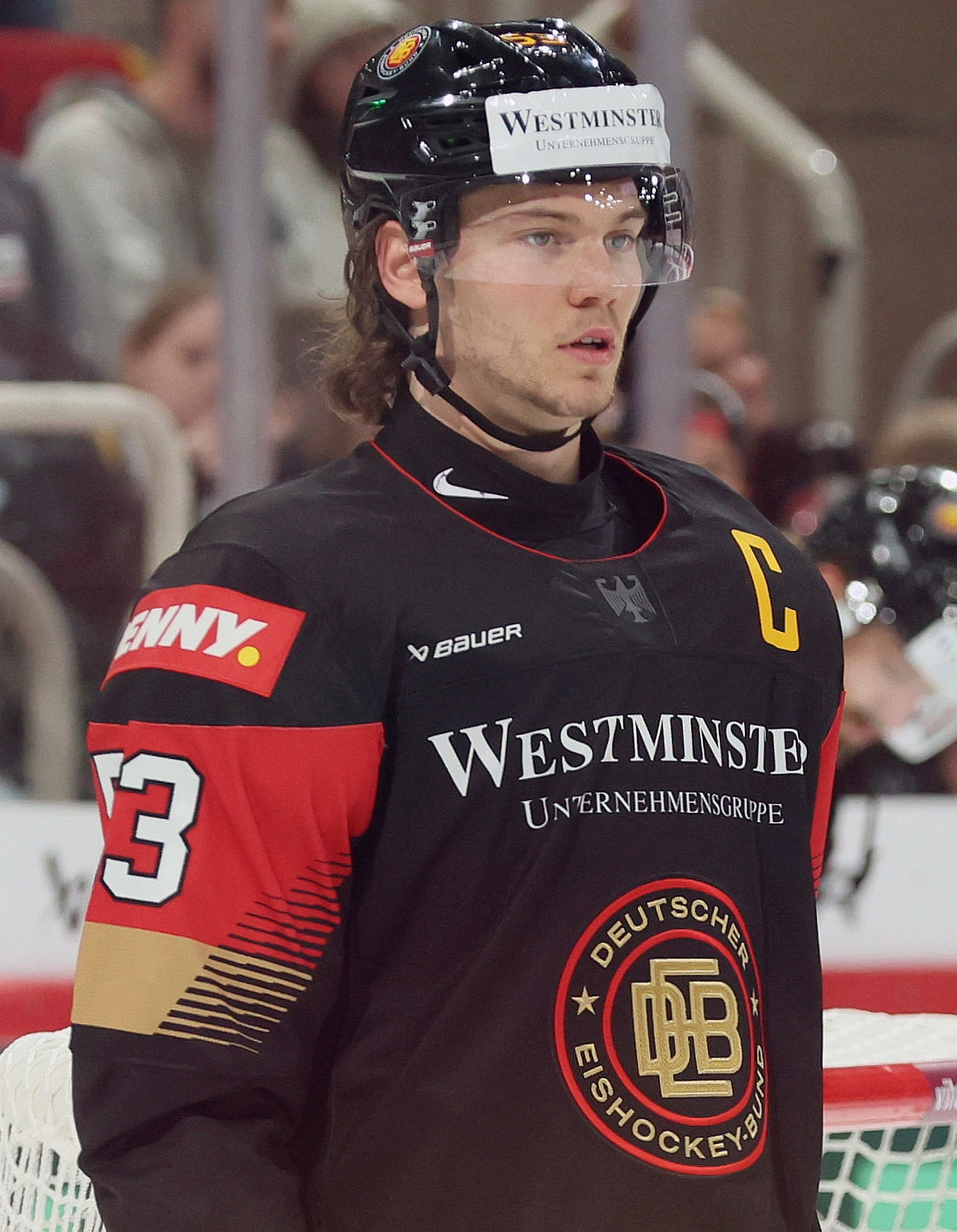
Moritz Seider (* 2001)

- Seider, Richard (1913–1988), deutscher Papyrologe und Paläograph
- Seiderer, Georg (* 1961), deutscher Historiker
- Seiderer, Hermann (1941–2015), deutscher Mediziner und Politiker
- Seiderer, Leonhard (1895–1940), deutscher Fußballspieler
- Seiders, George M. (1844–1915), US-amerikanischer Soldat, Lehrer, Anwalt und Politiker

### Seidi
- Seidinger, Winfried (1931–2009), österreichischer Lehrer und Politiker (SPÖ), Abgeordneter zum Nationalrat

### Seidl
- Seidl, Alfred (1911–1993), deutscher Jurist und Politiker (CSU), MdL
- Seidl, Alice (* 1992), österreichische Politikerin der SPÖ
- Seidl, Alois (1923–1995), österreichischer Volksschulehrer, -direktor und Politiker (ÖVP), Bürgermeister von Gabersdorf, Landtagsabgeordneter der Steiermark
- Seidl, Alois (1934–2015), deutscher Agrarwissenschaftler
- Seidl, Andreas (1760–1834), deutscher Historienmaler, kurfürstlicher Hofmaler und Professor an der Akademie der Bildenden Künste in München
- Seidl, Andreas (* 1976), deutscher Motorsport-Ingenieur und ManagerAndreas Seidl (* 1976)

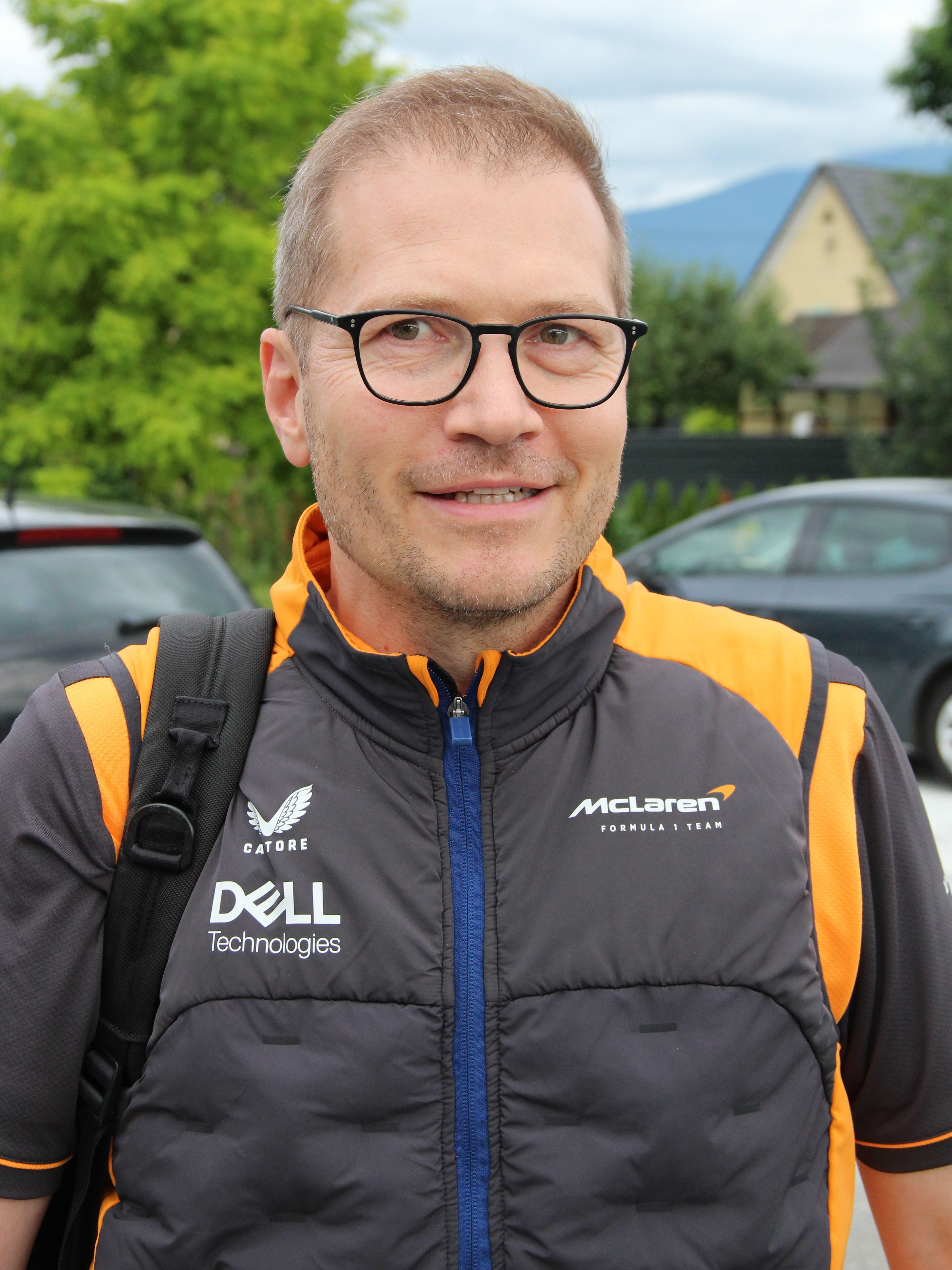
Andreas Seidl (* 1976)

- Seidl, Angelika (* 1986), deutsche Fußballspielerin
- Seidl, Anton (1850–1898), ungarisch-amerikanischer Dirigent und Orchesterleiter
- Seidl, Arthur (1863–1928), deutscher Schriftsteller und Dramaturg
- Seidl, Carl (1858–1936), österreichischer Architekt
- Seidl, Carl George Friedrich von (* 1752), preußischer Offizier, Landrat, Militärschriftsteller und Herausgeber
- Seidl, Charlotte (* 1948), niederösterreichische Künstlerin
- Seidl, Christian (* 1964), deutscher Journalist, Autor und Übersetzer
- Seidl, Christoph (* 1987), österreichischer Opernsänger der Stimmlage Bass
- Seidl, Claudius (* 1959), deutscher Publizist und FilmkritikerClaudius Seidl (* 1959)

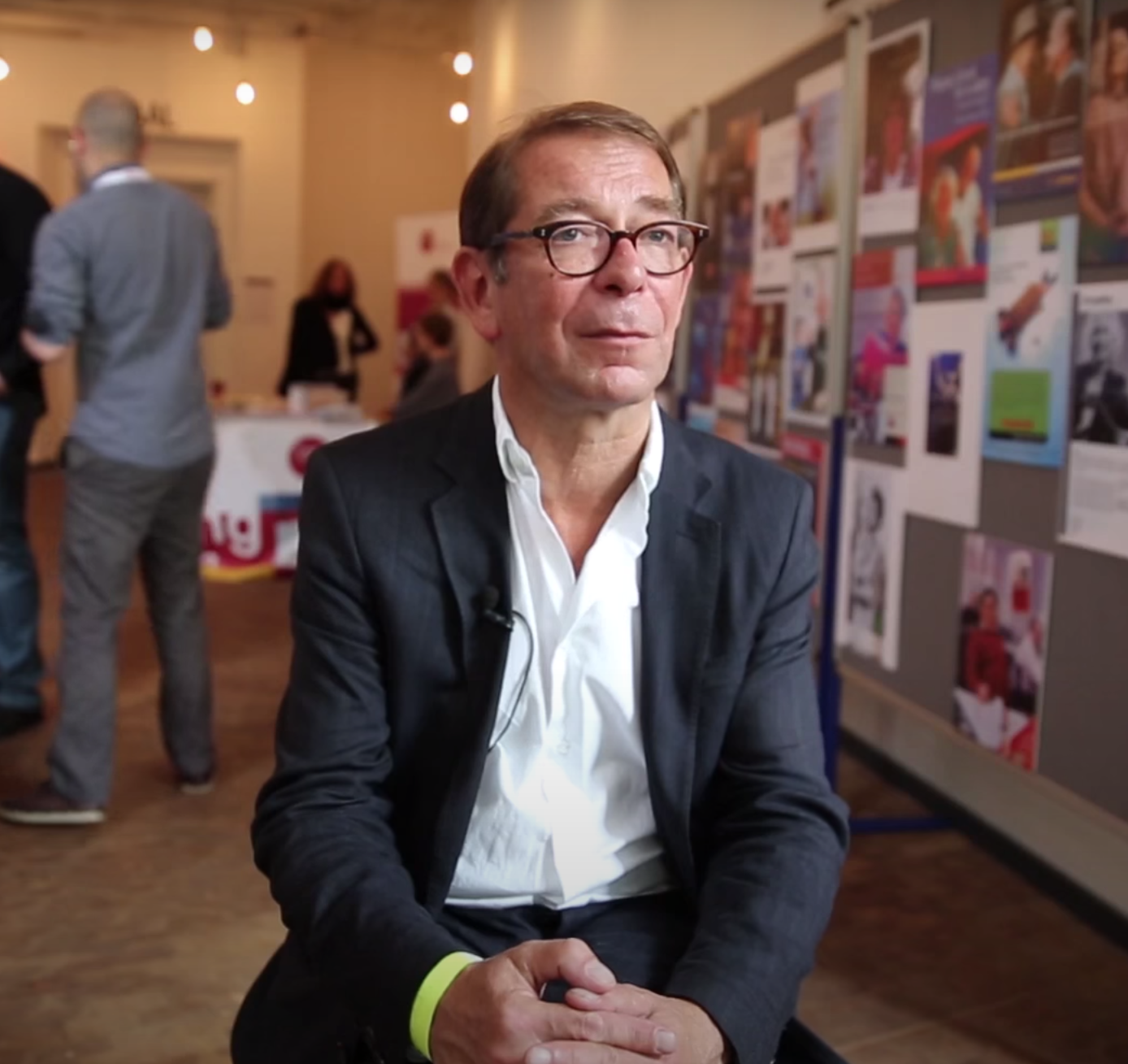
Claudius Seidl (* 1959)

- Seidl, Clemens (* 2002), österreichischer Fußballspieler
- Seidl, Conrad (* 1958), österreichischer Journalist und Publizist
- Seidl, David (* 1971), deutscher Ökonom
- Seidl, Elisabeth (* 1939), österreichische Pflegewissenschaftlerin
- Seidl, Emanuel von (1856–1919), deutscher Architekt und Ingenieur
- Seidl, Erich (1880–1939), deutscher Bergbauingenieur und NS-Wissenschaftspolitiker
- Seidl, Ernst (* 1961), deutscher Kunsthistoriker und Museologe
- Seidl, Erwin (1905–1987), deutscher Rechtshistoriker und Papyrologe
- Seidl, Ferdinand (1875–1915), deutschböhmischer Journalist und Politiker (DAP)
- Seidl, Florian (1893–1972), deutscher Autor
- Seidl, Franz (1879–1913), österreichischer Radrennfahrer
- Seidl, Franz (1911–1992), deutscher Politiker (CSU), MdB
- Seidl, Franziska (1892–1983), österreichische Physikerin
- Seidl, Friederike (1936–1987), österreichische Politikerin (SPÖ), Stadträtin in Wien
- Seidl, Fritz (* 1919), deutscher Fußballspieler
- Seidl, Fritz (1936–2001), österreichischer Zoologe
- Seidl, Gabriel von (1848–1913), deutscher ArchitektGabriel von Seidl (1848–1913)

Gabriel von Seidl (1848–1913)

- Seidl, Georg (1896–1968), österreichischer Politiker (CSP, VF, ÖVP), Abgeordneter zum Nationalrat
- Seidl, Georg (* 1967), österreichischer Basketballspieler
- Seidl, Georg (* 1986), österreichischer Fußballspieler
- Seidl, Gertrude (1948–2009), österreichische Politikerin (ÖVP), Steirische Landtagsabgeordnete
- Seidl, Gery (* 1975), österreichischer Kabarettist, Schauspieler und Musiker
- Seidl, Gottlieb (1774–1823), bayerischer Advokat und Bürgermeister
- Seidl, Grete (1921–2006), österreichische Mundartdichterin des Steirischen
- Seidl, Hannes (* 1977), deutscher Komponist für Neue Musik
- Seidl, Hans (1907–1973), deutscher Komponist, Musiker und Volksliedsammler
- Seidl, Hans, deutscher Eishockeyspieler
- Seidl, Harald (* 1955), österreichischer Politiker (SPÖ), Bürgermeister von Traun
- Seidl, Herbert, österreichischer Radrennfahrer
- Seidl, Hermann (1958–2018), deutscher Komponist und Dirigent
- Seidl, Horst (* 1938), deutscher Philosoph und Philosophiehistoriker
- Seidl, Irmi (* 1962), deutsche Ökonomin
- Seidl, Jakob (* 2005), österreichischer Fußballspieler
- Seidl, Johann Gabriel (1804–1875), österreichischer Archäologe, Lyriker, Erzähler und DramatikerJohann Gabriel Seidl (1804–1875)

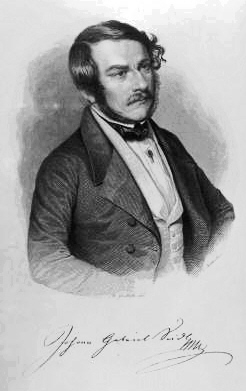
Johann Gabriel Seidl (1804–1875)

- Seidl, Johannes (* 1955), österreichischer Historiker
- Seidl, Josef (1901–1985), deutscher Arzt und Standesfunktionär
- Seidl, Josef (1913–1998), österreichischer Politiker (SPÖ), Mitglied des Bundesrates
- Seidl, Josef (1963–2022), deutscher Politiker (AfD), MdL
- Seidl, Julia (* 1981), österreichische Politikerin (NEOS) und Unternehmerin
- Seidl, Konrad (1824–1884), österreichischer Politiker
- Seidl, Konstanze (* 1966), deutsche Fußballspielerin
- Seidl, Lea (1895–1987), österreichische Operettensängerin (Sopran) und Schauspielerin
- Seidl, Leonhard (* 1949), deutscher Schriftsteller
- Seidl, Leonhard Florian (* 1976), deutscher Schriftsteller, Kolumnist, Journalist und Sozialpädagoge
- Seidl, Manfred (* 1944), österreichischer Feuerwehrfunktionär
- Seidl, Manuel (* 1988), österreichischer Fußballspieler
- Seidl, Mario (* 1992), österreichischer Nordischer Kombinierer
- Seidl, Martin (1934–2021), deutscher Politiker (CSU)
- Seidl, Martin (* 1989), österreichischer Handballspieler
- Seidl, Martin A. (* 1975), deutscher Musiktherapeut, Musiker und Komponist
- Seidl, Matthias (* 2001), österreichischer FußballspielerMatthias Seidl (* 2001)

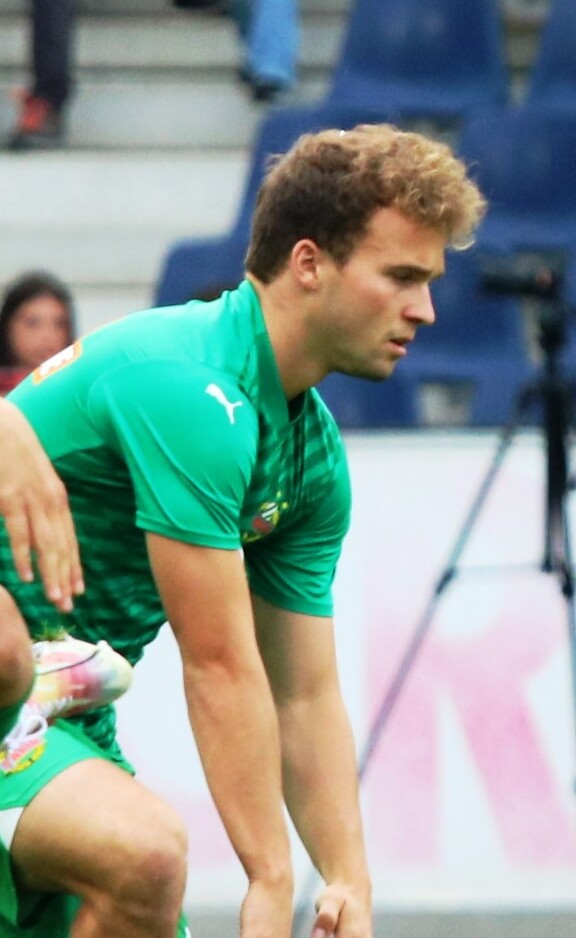
Matthias Seidl (* 2001)

- Seidl, Maximilian Wilhelm von († 1782), preußischer Landrat
- Seidl, Michael (1767–1842), deutscher Wirtschaftsbeamter und Mathematiker
- Seidl, Norbert (* 1963), deutscher Kommunalpolitiker (SPD)
- Seidl, Oliver (* 1963), deutscher Manger, CFO der Schenker AG
- Seidl, Otmar (* 1944), deutscher Internist, Psychoanalytiker und Soziologe
- Seidl, Otto (1931–2022), deutscher Jurist, Vizepräsident des Bundesverfassungsgerichts (bis 1998)
- Seidl, Petra (* 1957), deutsche Politikerin und Rechtsanwältin
- Seidl, Philipp (* 1997), österreichischer Fußballspieler
- Seidl, Riccardo Hellmuth (1904–1941), italienischer Pilot
- Seidl, Richard (* 1980), österreichischer Autor über Softwaretest
- Seidl, Robin (* 1990), österreichischer Beachvolleyball- und ehemaliger Volleyballspieler
- Seidl, Rudolf (* 1897), österreichischer Fußballspieler, -trainer und -funktionär
- Seidl, Rupert (* 1955), deutscher Film- und Theaterschauspieler
- Seidl, Rupert (* 1979), österreichischer Forstwissenschaftler
- Seidl, Ruth (* 1953), deutsche Politikerin (Die Grünen), MdL
- Seidl, Sebastian (* 1990), deutscher Judoka
- Seidl, Siegfried (1911–1947), österreichischer KZ-Kommandant in TheresienstadtSiegfried Seidl (1911–1947)

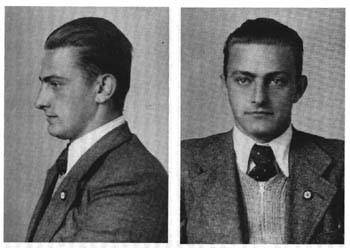
Siegfried Seidl (1911–1947)

- Seidl, Simon (* 1988), deutscher Jazzmusiker (Piano)
- Seidl, Simon (* 2002), österreichischer Fußballspieler
- Seidl, Teresa, US-amerikanische Opernsängerin (Sopran)
- Seidl, Theodor (1945–2025), deutscher Alttestamentler
- Seidl, Thomas (* 1966), deutscher Informatiker und Hochschullehrer
- Seidl, Thomas (1968–2011), österreichischer Künstler, Darsteller, Regisseur und Theatermacher
- Seidl, Thomas (* 1991), österreichischer Moderator beim ORF
- Seidl, Thomas (* 1992), österreichischer Handballspieler
- Seidl, Ulf (1881–1960), österreichischer Maler, Graphiker, Schriftsteller und Offizier
- Seidl, Ulrich (* 1952), österreichischer Filmregisseur, Drehbuchautor und ProduzentUlrich Seidl (* 1952)

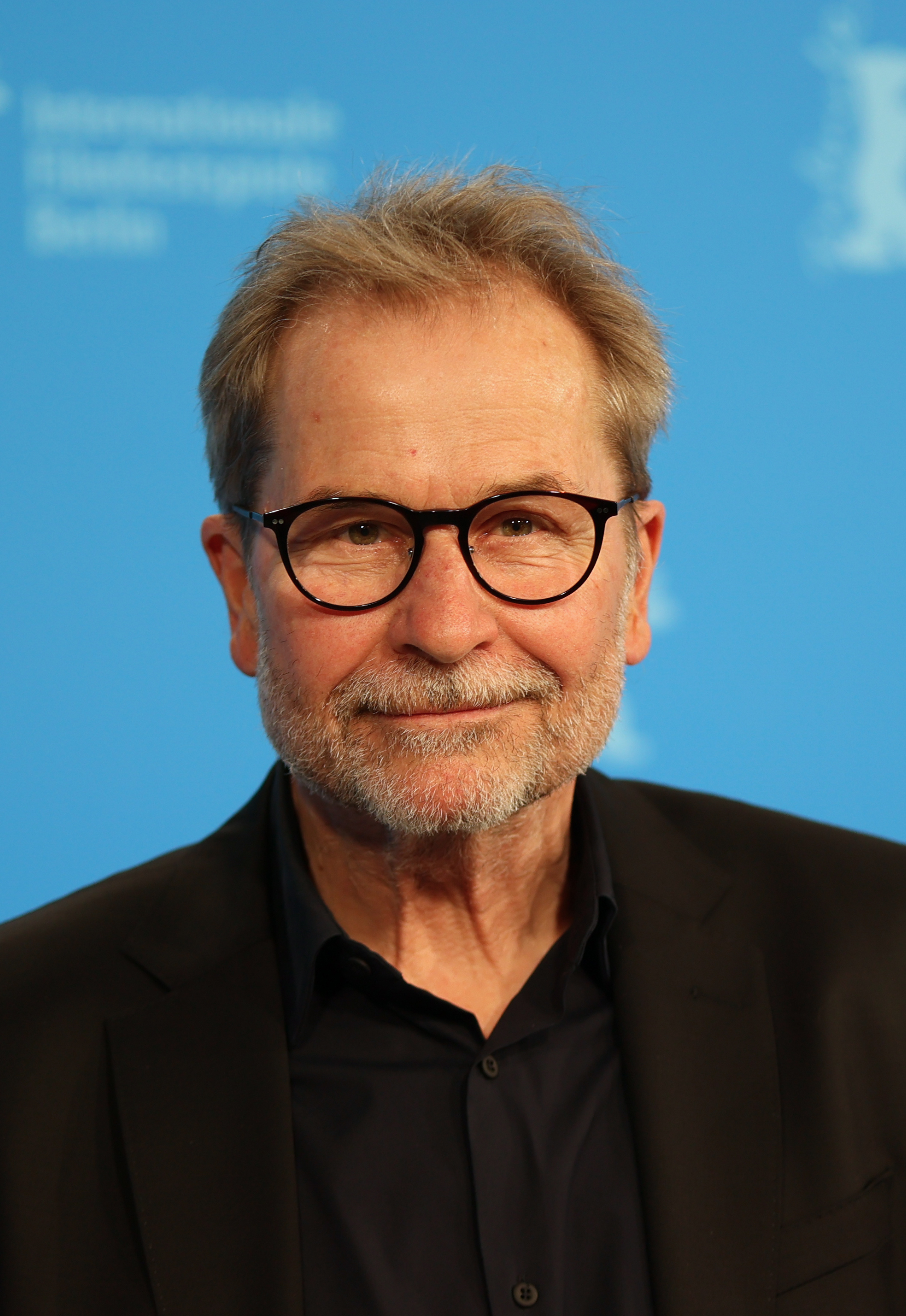
Ulrich Seidl (* 1952)

- Seidl, Ursula (* 1939), deutsche Vorderasiatische Archäologin
- Seidl, Walter (1905–1937), tschechoslowakischer Autor deutscher Sprache
- Seidl, Wenzel (1842–1921), österreichischer Volkssänger und Komiker
- Seidl, Wenzel Benno (1773–1842), böhmisch-österreichischer Botaniker und Entomologe
- Seidl, Werner (1914–1941), österreichischer Bildhauer
- Seidl, Wolfgang (1491–1562), bayerischer Benediktiner, Prediger
- Seidl, Wolfgang (* 1969), österreichischer Politiker (FPÖ)
- Seidl-Hohenveldern, Ignaz (1918–2001), österreichischer Universitätsprofessor für Völkerrecht an der Universität Wien
- Seidl-Reiter, Edda (1940–2022), österreichische Malerin
- Seidl-Seitz, Josef (1908–1988), deutscher Maler
- Seidlein, Lorenz von (1856–1935), bayerischer Eisenbahnminister
- Seidlein, Maria-Theresia von (* 1957), deutsche Journalistin und UnternehmerinMaria-Theresia von Seidlein (* 1957)

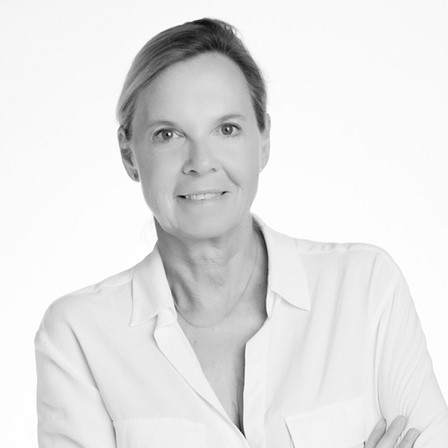
Maria-Theresia von Seidlein (* 1957)

- Seidlein, Peter C. von (1925–2014), deutscher Architekt und Hochschullehrer
- Seidler von Feuchtenegg, Ernst (1862–1931), österreichischer Politiker und Ministerpräsident
- Seidler, Alarich (1897–1979), deutscher Sozialarbeiter
- Seidler, Alfred (1901–1976), deutscher Politiker (NSDAP), MdR und SA-Führer
- Seidler, Alma (1899–1977), österreichische Film- und Theaterschauspielerin
- Seidler, Andreas (* 1965), deutscher Arbeitsmediziner, Epidemiologe und Hochschullehrer
- Seidler, August (1779–1851), deutscher Klassischer Philologe
- Seidler, Beate, deutsche Squashspielerin
- Seidler, Chris (* 1960), deutsche Komponistin, Jazz-Sängerin, Autorin
- Seidler, Claude (* 1947), deutscher Hockey-Schiedsrichter; Vorstandsmitglied Deutscher Hockey-Bund
- Seidler, David (1937–2024), britisch-amerikanischer Drehbuchautor
- Seidler, Eduard (1929–2020), deutscher Medizinhistoriker und Hochschullehrer
- Seidler, Ernst Friedrich (1798–1865), deutscher Reitlehrer, Zivilstallmeister der Berliner Lehr-Eskadron
- Seidler, Franz W. (* 1933), deutscher Historiker und Hochschullehrer
- Seidler, Fritz (1907–1945), deutscher SS-Hauptsturmführer und Schutzhaftlagerführer
- Seidler, Georg (1842–1923), Mitglied des Provinziallandtages der Provinz Hessen-Nassau
- Seidler, Georg (1900–1943), deutscher Philosoph
- Seidler, Günter (* 1950), deutscher Fußballspieler
- Seidler, Günter H. (* 1951), deutscher Psychiater und Psychoanalytiker
- Seidler, Harry (1923–2006), österreichisch-australischer ArchitektHarry Seidler (1923–2006)
- Seidler, Heinz (* 1918), deutscher Boxer

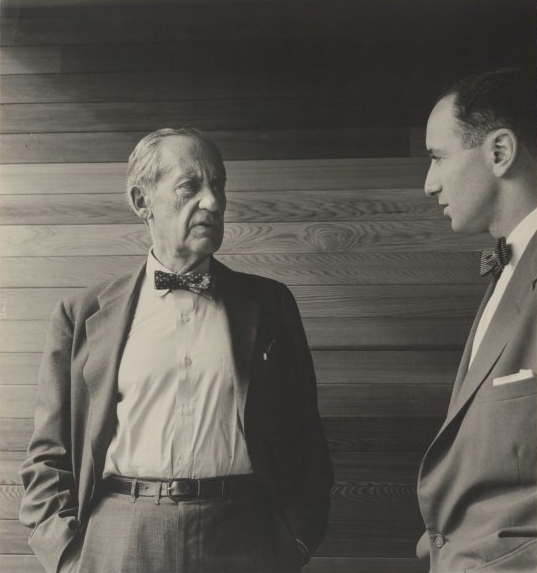
Harry Seidler (1923–2006)

- Seidler, Helga (* 1949), deutsche Leichtathletin und Olympiasiegerin
- Seidler, Heribert (1903–1984), österreichischer Diplom-Ingenieur, SA-Brigadeführer und Ratsherr
- Seidler, Horst (* 1944), österreichischer Anthropologe
- Seidler, Hugo (1866–1953), österreichischer Maschinenbauer und Hochschullehrer
- Seidler, Johann Wilhelm (1718–1777), deutscher Philosoph, Redakteur, Prinzenerzieher und Bibliothekar
- Seidler, Julius (1867–1936), deutscher Bildhauer und Hochschullehrer
- Seidler, Karl August (1778–1840), deutscher Musiker
- Seidler, Kim (* 1983), deutsche Schauspielerin, Sängerin, Filmproduzentin und Drehbuchautorin
- Seidler, Lorenz (* 1974), österreichischer Künstler, Kurator, Fotograf und Kommunikator
- Seidler, Louise (1786–1866), deutsche Malerin, Vertraute Johann Wolfgang von GoethesLouise Seidler (1786–1866)

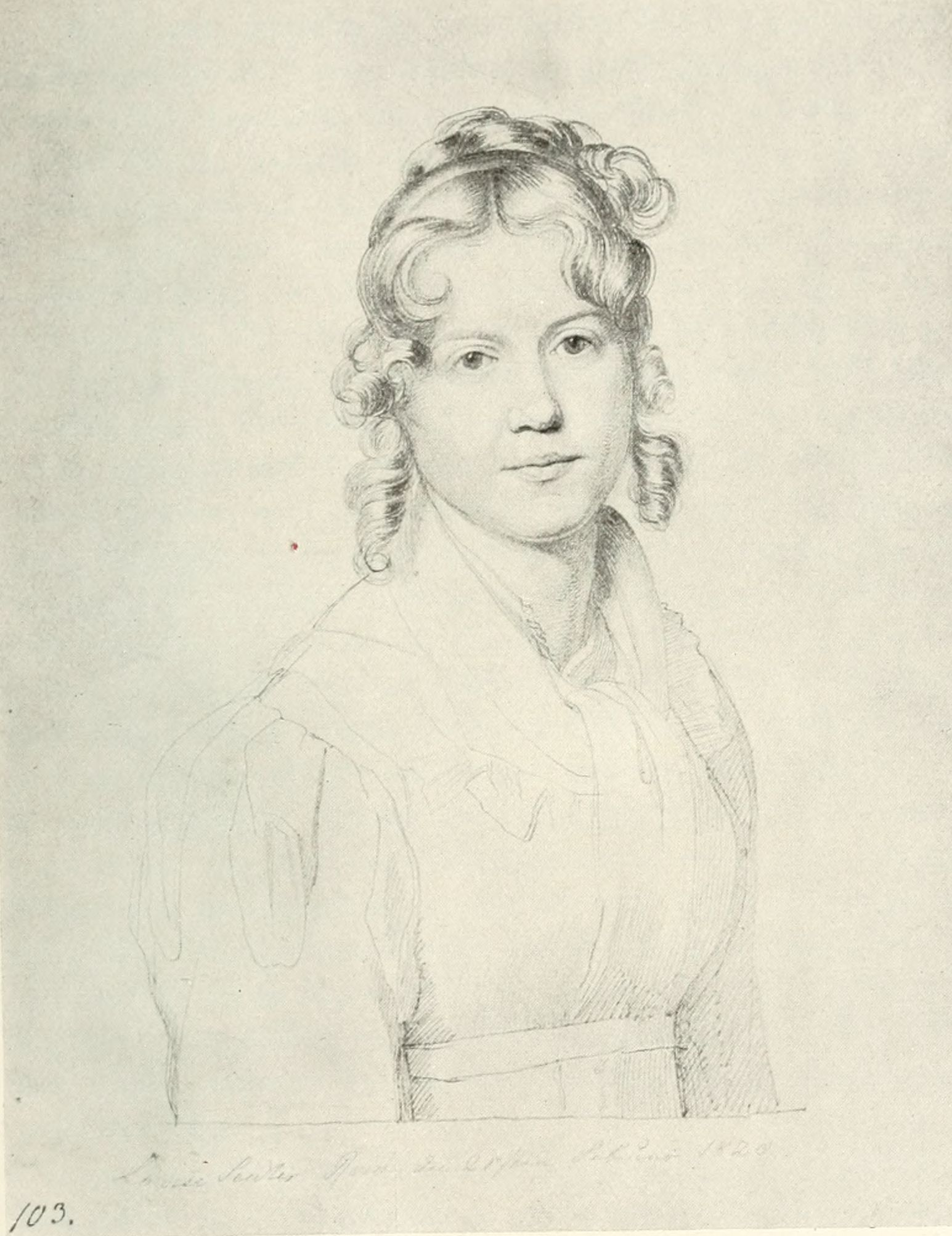
Louise Seidler (1786–1866)

- Seidler, Maren (* 1951), US-amerikanische Kugelstoßerin
- Seidler, Maria (1888–1972), deutsche Schauspielerin
- Seidler, Martin (* 1964), deutscher Rundfunk- und Fernsehmoderator
- Seidler, Oliver (* 1998), deutscher Handballspieler
- Seidler, Paul (1902–1962), deutscher Politiker (SPD), MdA
- Seidler, Philipp (* 1991), deutscher Schauspieler
- Seidler, Phillip (* 1998), namibischer Freiwasserschwimmer
- Seidler, Regine (1895–1967), österreichische Pädagogin
- Seidler, Regine (* 1970), deutsche Theater- und Fernsehschauspielerin
- Seidler, Roland (* 1951), deutscher Schauspieler
- Seidler, Rosemarie (* 1960), deutsche Tischtennisspielerin
- Seidler, Sabine (* 1961), deutsch-österreichische Werkstoffwissenschaftlerin
- Seidler, Stefan (* 1979), deutscher Politiker (SSW)
- Seidler, Stephan (1893–1966), österreichischer Maler, Galerist, Kunstsammler, Unternehmer
- Seidler, Susanne (* 1959), deutsche Theater- und Filmschauspielerin
- Seidler, Tor (* 1952), US-amerikanischer Kinder- und Jugendbuchautor
- Seidler, Walther (1897–1952), deutscher Politiker (NSDAP), MdR
- Seidler-Winkler, Brigitta (1936–2021), deutsche Sopranistin und Gesangspädagogin
- Seidler-Winkler, Bruno (1880–1960), deutscher Dirigent, Arrangeur und PianistBruno Seidler-Winkler (1880–1960)

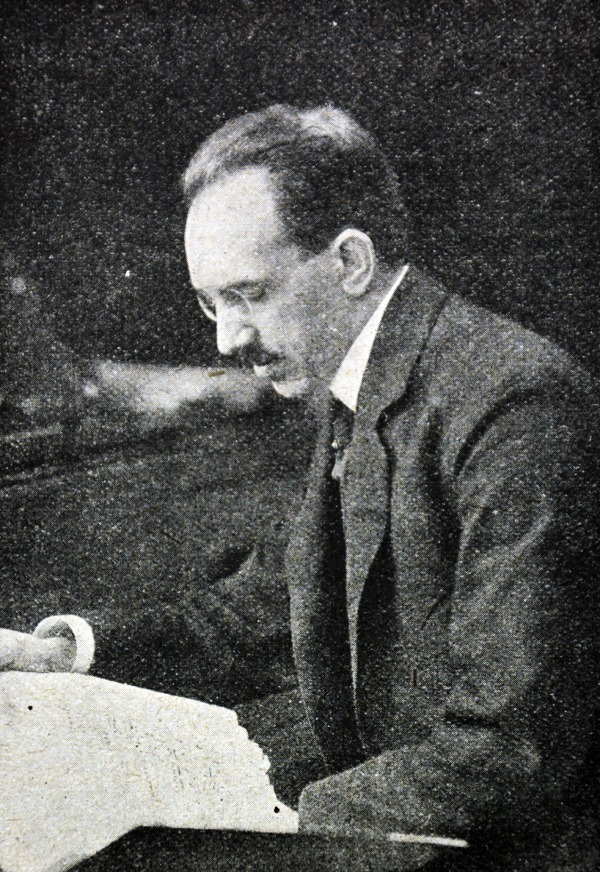
Bruno Seidler-Winkler (1880–1960)

- Seidler-Wranitzky, Karoline (1790–1872), österreichische Sängerin
- Seidlhofer, Bruno (1905–1982), österreichischer Pianist, Organist und Hochschullehrer
- Seidlhofer, Waltraud (* 1939), österreichische Dichterin und Grafikerin
- Seidlin, Oskar (1911–1984), deutsch-amerikanischer Germanist, Kinderbuch- und Krimiautor
- Seidlin, Samuel M. (1895–1955), US-amerikanischer Endokrinologe und Nuklearmediziner
- Seidlitz, Adolf von (1865–1943), deutscher Verwaltungsbeamter, Fideikommissbesitzer und Parlamentarier
- Seidlitz, Carl Siegmund von († 1767), preußischer Landrat
- Seidlitz, Carl Sigismund von (1709–1762), preußischer Landrat
- Seidlitz, Frieda (1907–1936), deutsche Widerstandskämpferin
- Seidlitz, Georg Carl Maria von (1840–1917), deutsch-baltischer Entomologe und Arzt
- Seidlitz, Johann Friedrich von (1684–1763), preußischer Landrat
- Seidlitz, Johannes (* 1990), deutscher Rennfahrer
- Seidlitz, Karl Johann von (1798–1885), medizinischer und naturwissenschaftlicher Gelehrter
- Seidlitz, Katharina (* 1975), deutsche Malerin und Grafikerin
- Seidlitz, Kurt (* 1937), deutscher Fußballspieler
- Seidlitz, Nelly von (1870–1947), deutsche Malerin, Grafikerin und Bildhauerin
- Seidlitz, Reine (1913–2003), Krankenpflegerin
- Seidlitz, Wilfried von (1880–1945), deutscher Geologe und Paläontologe
- Seidlitz, Woldemar von (1850–1922), deutscher Kunsthistoriker
- Seidlitz-Sandreczki, Ernst Julius von (1863–1930), deutscher Majoratsherr und Parlamentarier
- Seidlmayer, Michael (1902–1961), deutscher Historiker und Hochschullehrer
- Seidlmayer, Stephan (* 1957), deutscher Ägyptologe
- Seidlová, Barbora (* 1981), tschechische Schauspielerin
- Seidlová, Klára (* 1994), tschechische Leichtathletin

### Seidm
- Seidman, Boris Issaakowitsch (1908–1981), russischer Komponist und Hochschullehrer
- Seidman, Hillel (1915–1995), polnisch-hebräisch-jiddischer religiöser Schriftsteller
- Seidmann-Freud, Tom (1892–1930), österreichische Kinderbuchautorin

### Seidn
- Seidner, Irene (1880–1959), österreichisch-amerikanische Schauspielerin
- Seidnitzer, Joseph (1920–1993), österreichischer Diözesanpriester

### Seido
- Seidowsky, Hans-Joachim (* 1932), deutscher Agent (DDR)

### Seids
- Seids, Nate (1942–2008), österreichische Schauspielerin

### Seidt
- Seidt, Hans-Ulrich (* 1952), deutscher Diplomat
- Seidt, Rüdiger (* 1965), deutscher Bildhauer

### Seidu
- Seidu, Alidu (* 2000), ghanaischer Fußballspieler